# Salzburger Dom

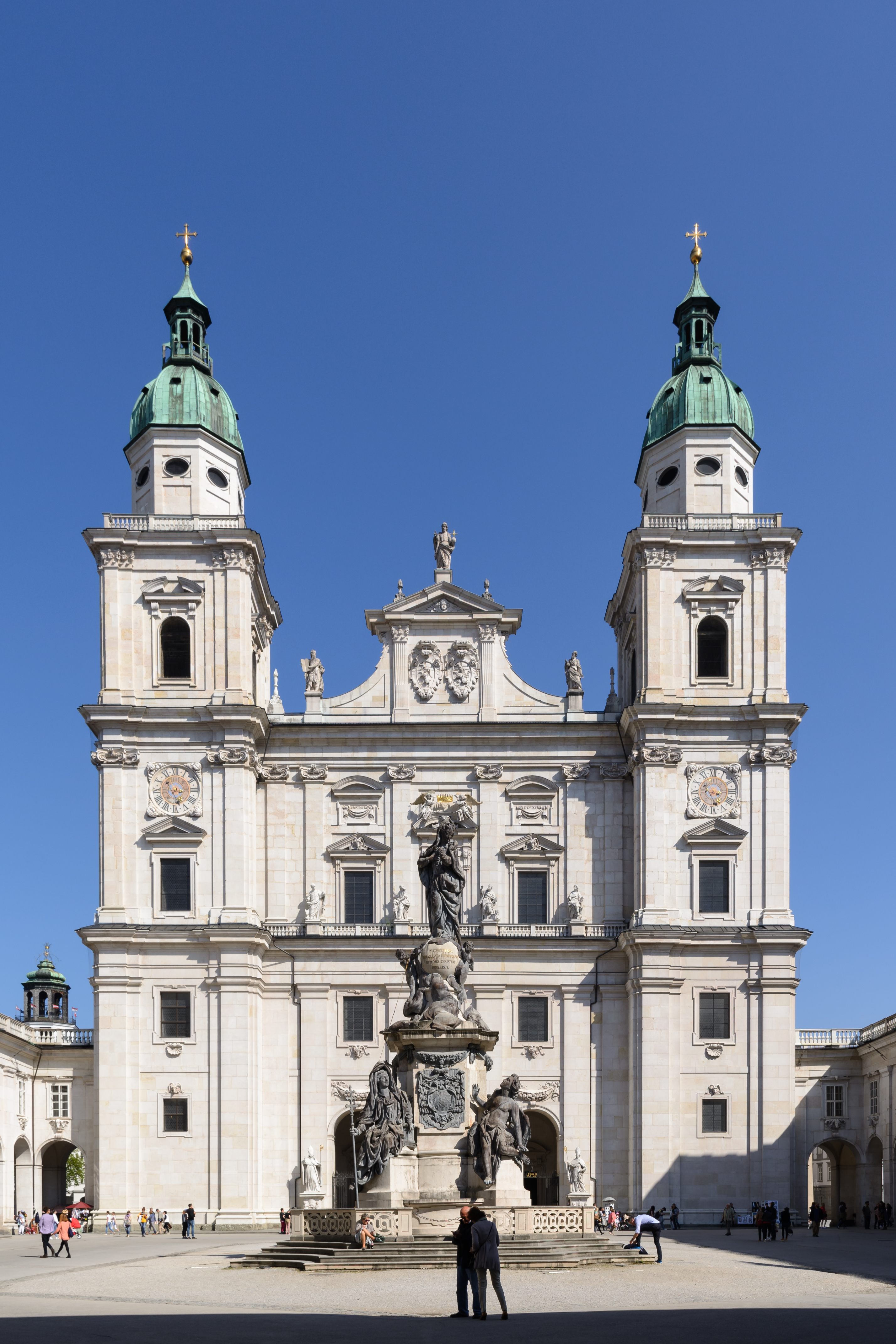
Westfassade aus weißem Marmor

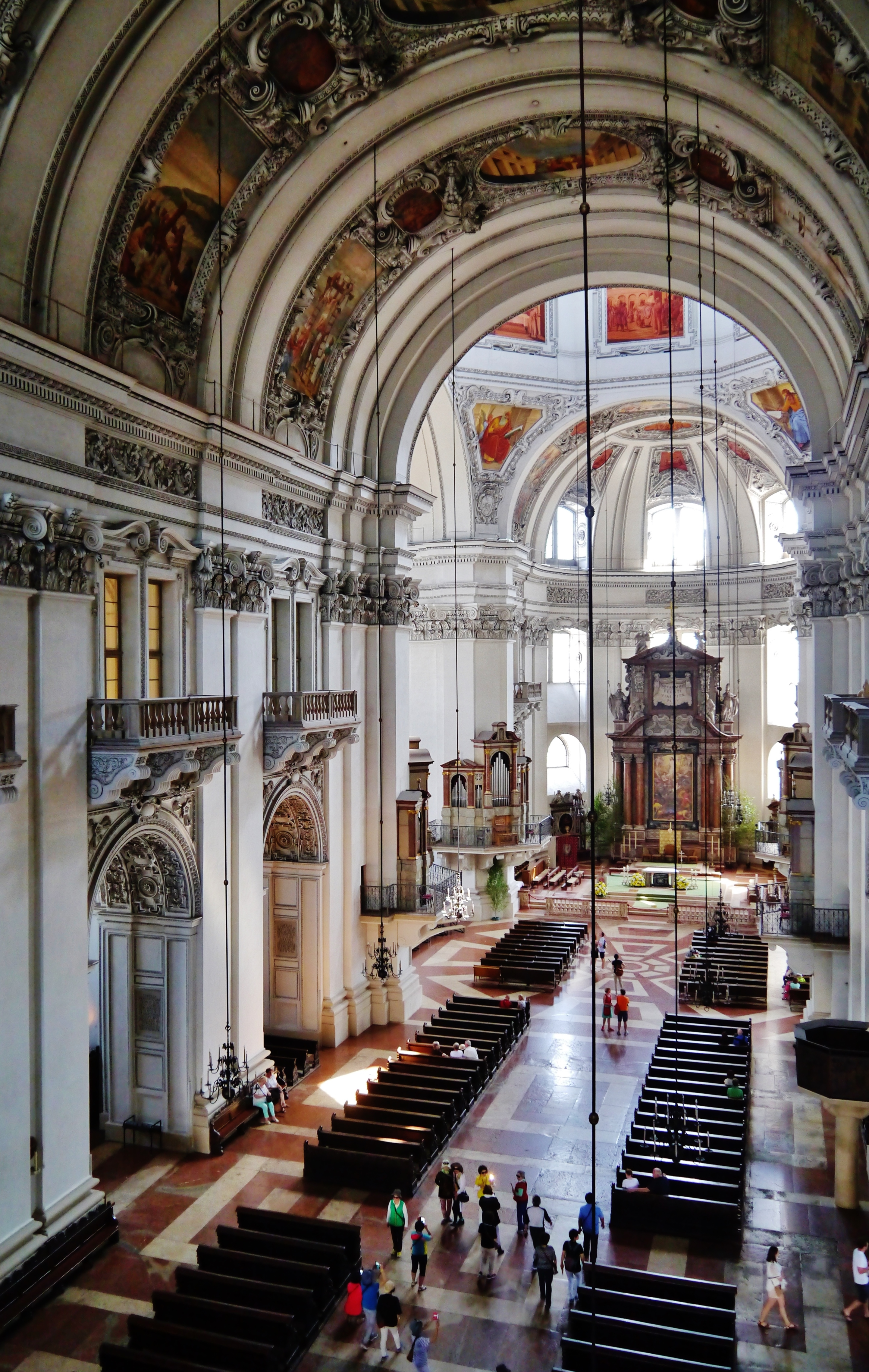
Langhaus

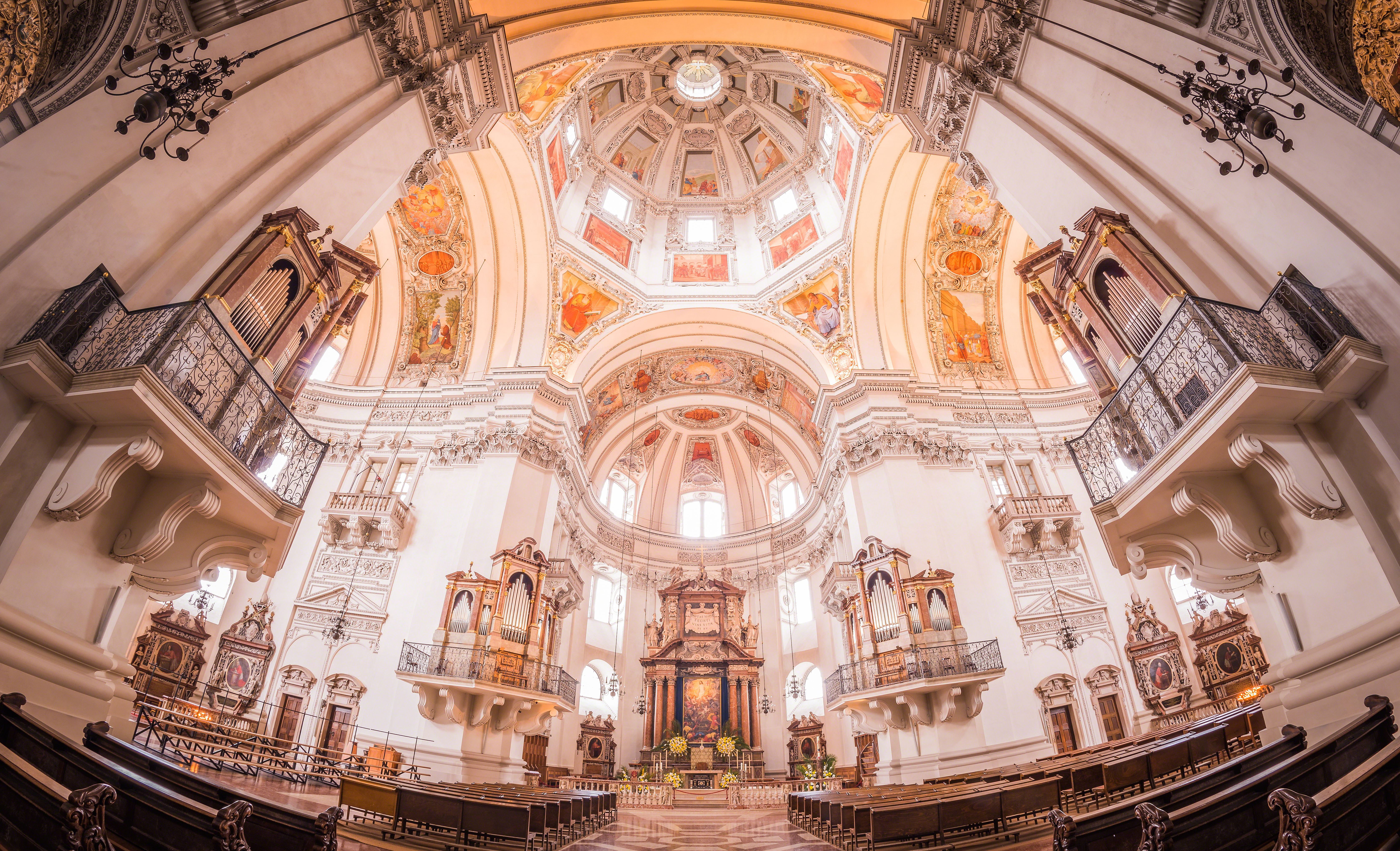
Vierung mit Kuppelorgeln

Der Salzburger Dom ist die Kathedrale der römisch-katholischen Erzdiözese Salzburg und damit Metropolitankirche der Kirchenprovinz Salzburg; sie ist den hll. Rupert und Virgil geweiht, das Patrozinium wird am Rupertitag, dem 24. September, begangen. Der während des Dreißigjährigen Krieges vollendete Barockbau steht unter Denkmalschutz und gehört zum UNESCO-Welterbe Historisches Zentrum der Stadt Salzburg.

## Geschichte

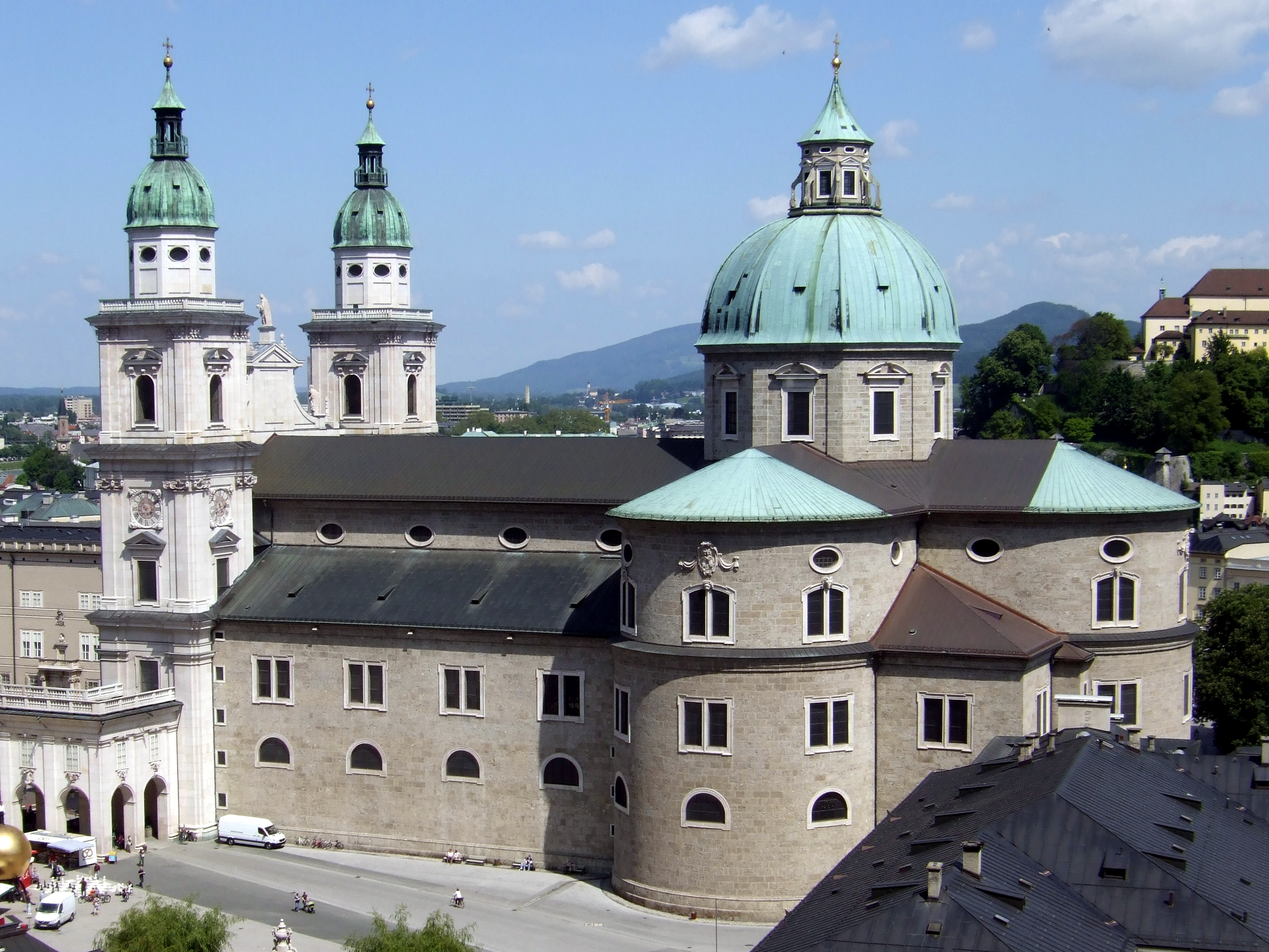
Ansicht von Südost, Festungsgasse

### Baugeschichte
Der erste, karolingische, Dom war eine dreischiffige Basilika ohne Querhaus, mit einer Apsis und einem vorgelagerten Paradies. Es gab ein separates Baptisterium. Dieser Bau wurde 774 vollendet. Abtbischof Virgil weihte die Kirche am 25. September 774 ein. 
Über 70 Meter lang, war sie bis zum Bau des Kölner Hildebold-Doms (der ab frühem 9. Jh.) das wohl größte Kirchengebäude nördlich der Alpen. Um das Jahr 1000 wurden ihr zwei Westtürme vorgesetzt.
In der Nacht von 4. zum 5. April 1167 brannte der Dom ab. 
Dem Vernehmen nach hatten die Grafen von Plain im Auftrag Kaiser Friedrich Barbarossas die Stadt anzünden lassen, weil der Salzburger Erzbischof Konrad II. von Babenberg den vom Kaiser ernannten Gegenpapst Viktor IV. nicht anerkannte (siehe auch Schisma von 1159). Der daraufhin unter Bischof Konrad III. errichtete romanische (nach seinem Erbauer auch „konradinische“) Dom war größer und umfasste neben Hauptschiff und Seitenschiffen noch zwei seitliche Kapellenreihen. Das heutige Taufbecken stammt noch aus diesem Bauwerk.
Nach dem Brand des romanischen Doms 1598 ließ Erzbischof Wolf Dietrich von Raitenau ab 1599 von dem schwer beschädigten, aber noch nutzbaren alten Dom einzelne Bereiche abreißen, um sie unter Verwendung großer Teile der bisherigen Bausubstanz zu modernisieren.
Erst 1606 wurde mit dem radikalen und vollständigen Abbruch des alten Domes begonnen. Platz wurde somit für den heutigen Residenzplatz geschaffen, den nordseitigen Vorplatz des Domes. Die frühen Planungen wurden vor allem von Vincenzo Scamozzi durchgeführt. Erzbischof Wolf Dietrichs Nachfolger Markus Sittikus Graf von Hohenems engagierte als Baumeister Santino Solari, der die früheren Pläne deutlich verkleinerte. 1614 fand die Grundsteinlegung des Neubaus statt. Am 25. September 1628 wurde der Dom von Fürsterzbischof Paris von Lodron konsekriert; dabei erklangen u. a. auch die zwei neuen Vierungs-Orgeln, die der Hoforgelmacher Leopold Rotenburger geschaffen hatte. Das achttägige Domweihefest wird zu den größten Festen gehören, die  Salzburg bislang gefeiert hatte.
Im Oktober 1682 wurde im Rahmen der Feierlichkeiten zum 1100-jährigen Bestehen des Erzstifts Salzburg (gemäß der Überlieferung wurde St. Peter angeblich im Jahr 582 gegründet) die 53-stimmige Missa Salisburgensis vermutlich erstmals aufgeführt.
Am 16. Oktober 1944 stürzte beim ersten Luftangriff auf Salzburg die Domkuppel ein. Von 1945 bis 1959 wurde der Dom saniert und die Kuppel rekonstruiert. An die Bombardierung des Domes erinnert z. B. die sogenannte „Bombenmesse“, komponiert von Domkapellmeister Joseph Messner.

### Brände im Dom
- 1127: Das Feuer, das bei einem Glockenguss auf dem Domplatz entstanden war, vernichtete große Teile der Stadt, darunter die Stiftskirche von St. Peter und der Dom.
- 1167: Möglicherweise stand dieser Brand in Verbindung mit einem Streit um die Anerkennung des rechtmäßigen Papstes.
- 1312: Bei diesem Brand schmolzen durch die große Hitze sogar die Glocken.
- 1598: In der Nacht vom 11. auf den 12. Dezember brannten die Dachstühle des Domes ab. Der danach einsetzende Dauerregen und anschließende Schneefälle ließen die Gewölbe über Wochen hinweg einstürzen. Ein Totalschaden war das Ergebnis.
- 1859: Ein erneuter Brand, ausgelöst durch Arbeiten im Dachstuhl.

## Ensemble

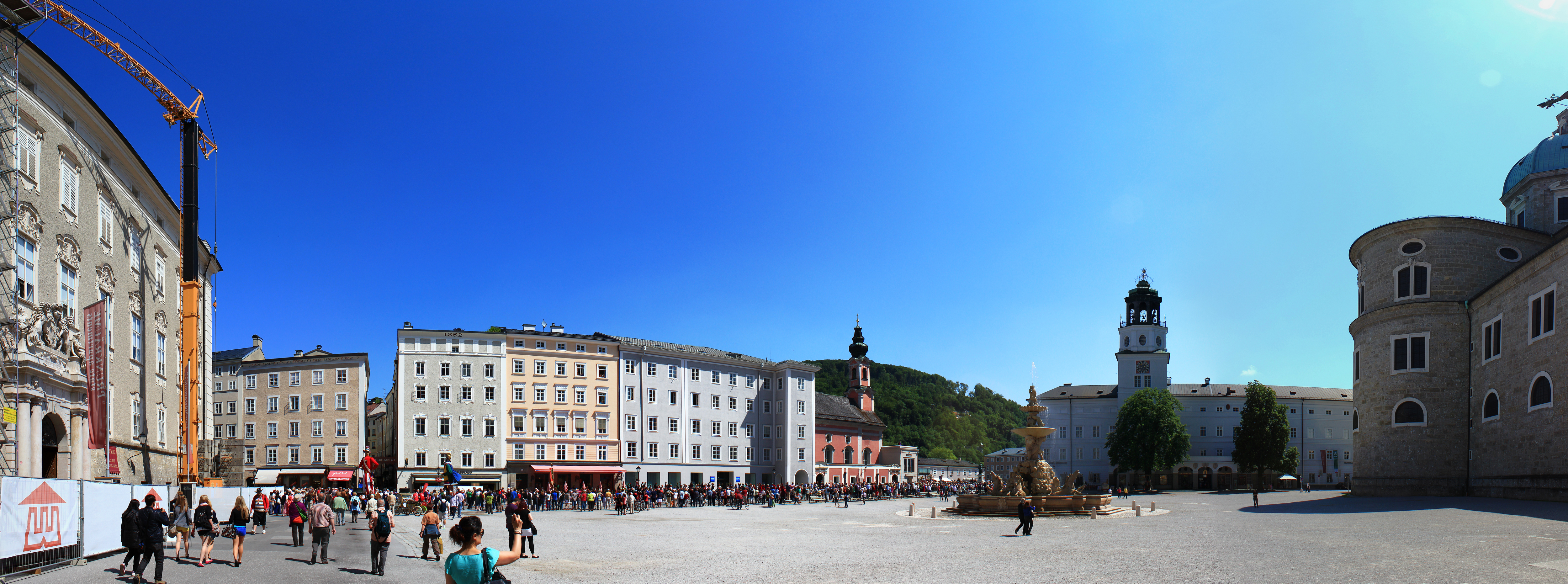
Residenzplatz, rechts die Nordfassade des Doms, Bildmitte Bürgerhäuser, links die erzbischöfliche Residenz

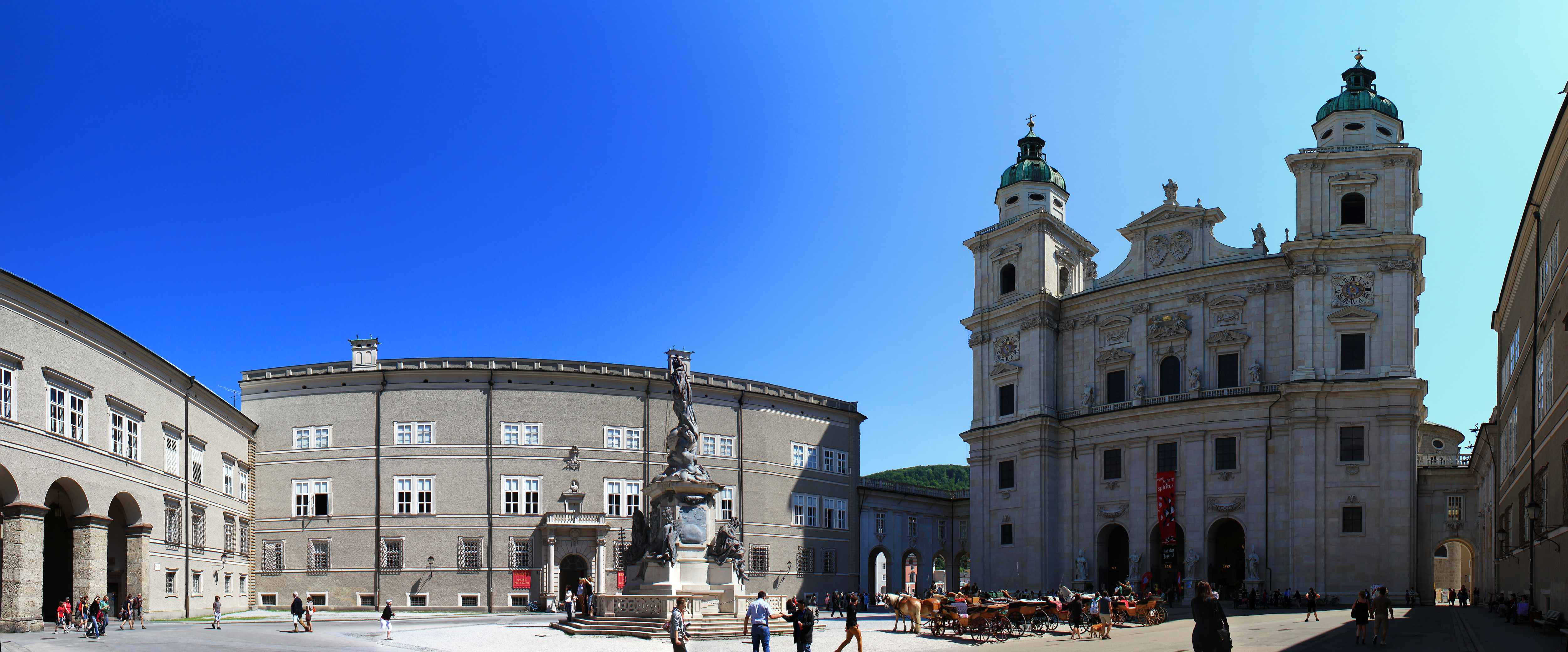
Domplatz, rechts das Westwerk des Doms, Bildmitte die erzbischöfliche Residenz, das Westwerk flankierend die Dombögen

Der Dom steht weitgehend frei in der Salzburger Innenstadt. Auf der Nordseite, zur Salzach hin, befindet sich der weitläufige Residenzplatz, zum Festungsberg gegen Süden hin der Kapitelplatz, hinter dem Dom eine zum Residenzplatz gehörende Gasse. Gegen Westen stehen die (alte) erzbischöfliche Residenz am Residenzplatz und das Kloster St. Peter am Kapitelplatz. Mit beiden Gebäuden ist der Dom über Bogengänge verbunden. Der Domplatz selbst wird auf der gegenüberliegenden Seite, zur Franziskanergasse und dem Festspielhaus hin, ebenfalls von einem Bogengang geschlossen, dem Wallistrakt der Residenz. In der Mitte des Domplatzes steht ein stilisierter Brunnen mit einer Darstellung der für die Salzburger Theologie zentralen Maria Immaculata.
Die prächtige barocke, marmorweiße Hauptfassade des Doms mit ihrem Programm ist nur aus der Nähe sichtbar, während sich die Hauptsichtseite zur Stadt hin als völlig schmuck- und nahezu fensterloses wuchtiges rohes Mauerwerk darstellt. Seit 2014 ist Besuchern des DomQuartier Salzburg der Zugang zum Dom über die Bogengänge möglich.

## Fassade
Das zum Domplatz hingewandte barockklassizierende Westwerk mit seinem reichen Figurenschmuck und den flankierenden 78 m hohen Türmen ist besonders beeindruckend. Die Fassade ist mit Untersberger Marmor (eigentlich ein heller Kalkstein) verkleidet und bis zum Giebel 43,11 m hoch. Die Fassade und die Seitentürme sind horizontal mit verkröpftem Gurtgesimswerk dreigeteilt, wobei die Geschoßhöhe nach oben hin abnimmt. Die Geschoße sind mit toskanischen, ionischen und korinthischen Pilastern bestückt. Auf das dritte Geschoß ist ein Tambourgeschoß mit Kuppel aufgesetzt. Das zweite Geschoß der Türme trägt die Turmuhr. Die anderen Fassaden des Domes in romanisierendem Stil wirken roh und schmucklos in Konglomeratmauerwerk (Nagelfluh), einem in Salzburg häufigen Baumaterial.
Die Torgitter zur Vorhalle (Paradies) tragen als Inschriften die drei Weihejahre 774, 1628, 1959. Vor den Portalen stehen auf Sockeln vier überlebensgroße Figuren. Die Sockel tragen die Wappen der Erzbischöfe Guidobald von Thun (außen) und Johann Ernst von Thun (innen). Die äußeren beiden Figuren aus dem Jahr 1660 stammen von Bartholomäus van Opstal. Sie stellen die Kirchenpatrone – links den heiligen Rupert mit einem Salzfass und rechts den heiligen Virgil mit der Kirche – dar. Die beiden mittleren Figuren wurden 1697–1698 von Bernhard Michael Mandl geschaffen. Links steht der heilige Petrus mit dem Schlüssel und rechts der heilige Paulus mit dem Schwert. Auf der Balustrade im 2. Stock sieht man die Figuren der vier Evangelisten: Lukas, Matthäus, Markus, Johannes. 
In den Giebelaufsätzen der Fenster findet man Löwe und Steinbock, die Wappentiere von Paris Lodron und Markus Sittikus. Über dem Mittelfenster sind zwei Engelsfiguren angebracht, die eine Krone halten. Diese krönt die Marienstatue, die auf dem Domplatz steht, wenn man – vom heutigen Festspielhaus kommend – durch die Arkaden des Wallistrakts auf den Dom zuschreitet. Auf dem Giebel des Doms stehen links Moses mit der Gesetzestafel, rechts Elias und erhöht in der Mitte Christus Salvator. Diese drei Figuren dürften um das Jahr 1660 von Tommaso Garove Allio, dem Meister des Residenzbrunnens, geschaffen worden sein.

## Texte (Fassade, Altäre)

### Text (Fassade)
An der Domfassade steht der unter Markus Sittikus angebrachte Spruch „HAEC EST DOMVS DEI / IN QVA INVOCABITVR / NOMEN EIVS“ („Dies ist das Haus Gottes, in dem sein Name angerufen wird“).

### Text (Altäre)
Der Text von der Fassade führt direkt zum Text über dem Portiunkula-Altar aus der Offenbarung des Johannes: „ECCE TABERNACVLVM / DEI CVM HOMINIBVS / APOCAL. XXI“. Dieser Text ("Sieht das Zelt Gottes unter den Menschen") stammt aus dem Stundengebet der Kirchweihe. 
Dieser Text aus der Offenbarung führt direkt zum Text über dem Maria-Schnee-Altar aus dem Buch Ecclesiasticus, Kapitel 24: „IN.ME.GRATIA.OMNIS.VIAE./ET.VERITATIS.ECC.XXIV.“ („In mir ist alle Lieblichkeit des Weges und der Wahrheit“). In Kapitel 24 „Lob der Weisheit“ wird die Gottesmutter Maria als die personifizierte Weisheit gesehen. Wie im Buch der Offenbarung am Portiunkula-Altar wird auch in Ecclesiastes die Gottesmutter Maria nicht explizit erwähnt, sondern eine nicht näher bezeichnete weibliche Figur wurde von der katholischen Kirche im Nachhinein als Maria gedeutet. Beide Altäre sind mit einem Text beschriftet, in den die Marienfigur später hineininterpretiert wurde. Beide Altäre zeigen die Jungfrau Maria, einmal zur rechten ihres Sohnes sitzend, einmal im Himmel von Engeln umgeben.
Der Text aus dem Buch Ecclesiasticus führt über das gemeinsame Wort VIA (Weg) direkt zum Text über dem Hochaltar aus Psalm 16 (nach griechischer Zählung Ps 15) „NOTAS MIHI / FECISTI / VIAS VITAE / PS XV“ („11 Du hast mir die Wege des Lebens gezeigt“).

## Portale

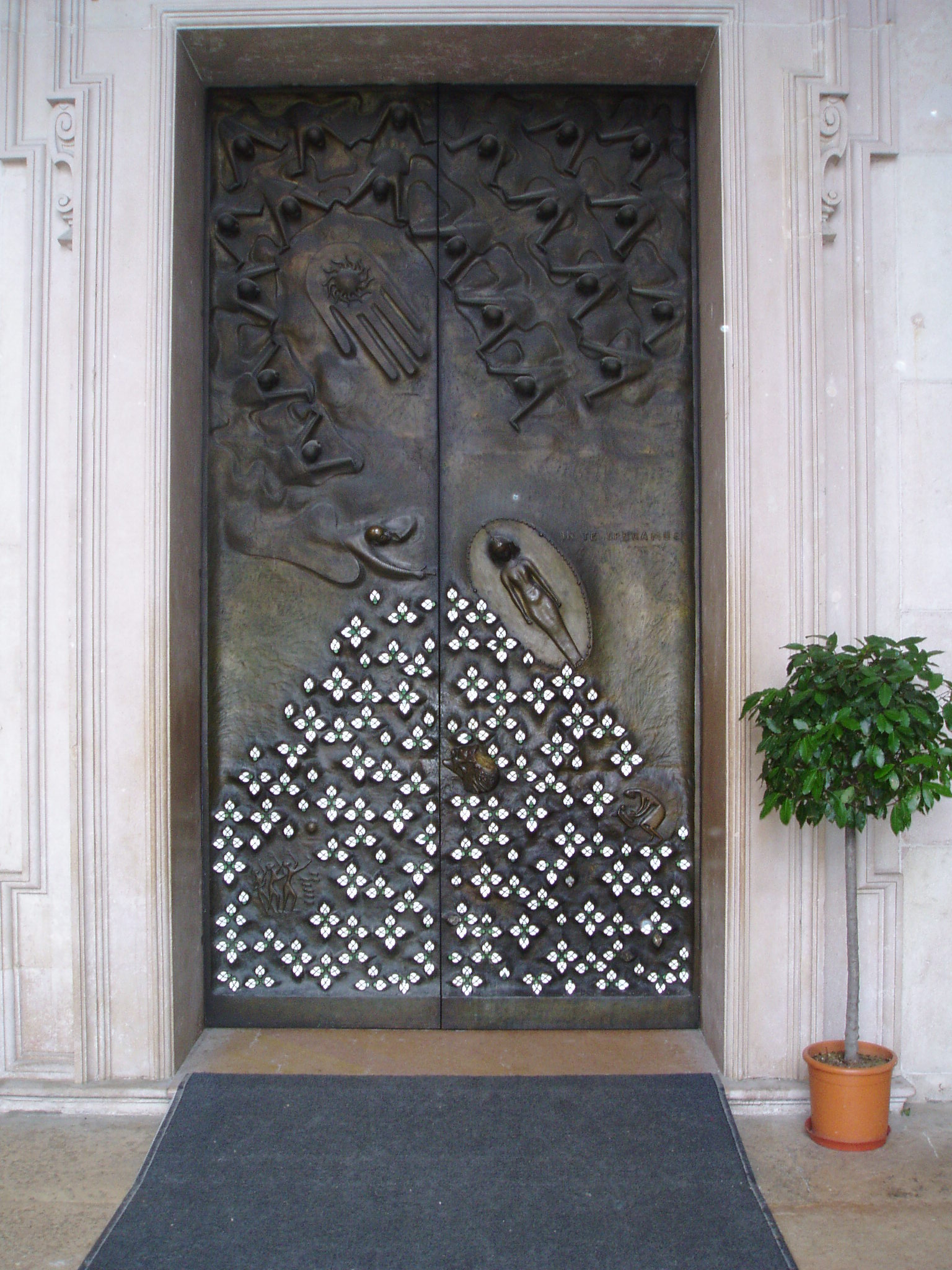
„Tor der Hoffnung“, Ewald Mataré 1957/1958

Die drei Bronzetore des Domes haben die drei Kardinaltugenden Glaube, Liebe und Hoffnung zum Thema. Sie wurden zwischen 1955 und 1958 von Toni Schneider-Manzell (Tor des Glaubens), Giacomo Manzù (Tor der Liebe) und Ewald Mataré (Tor der Hoffnung) gestaltet.

### Tor des Glaubens
Das theologische Programm zum linken Portal stammt von Thomas Michels und wurde von Toni Schneider-Manzell künstlerisch umgesetzt. Am rechten Torflügel ist als zentrale Figur der Apostel Paulus zu sehen, wie er auf dem Weg nach Damaskus vom Saulus zum Paulus bekehrt wird. Schneider-Manzell greift so auf die Paulus-Statue am Eingang zurück. Der Heilige hebt kniend die Arme zum Himmel und wird von zwei Sphären umschlossen. Die Gnadenwirkung von oben und der menschliche Willen von unten. Am Himmel erblickt er zwei Engel, die das Kreuz Christi als Glaubenssymbol erheben. Unten ist der Kirchenvater Augustinus zu sehen, im Gespräch mit einem Kind. Am linken Torflügel sieht man von oben nach unten sieben Szenen: (1) Die Verklärung des Herrn. (2) Taube und Flammen als Pfingstsymbol (Apg 2,1–41 ). (3) Seligpreisung der Maria durch Elisabeth (Lk 1,39-46 ). (4) Der ungläubige Apostel Thomas legt seine Hand in die Seitenwunde Christi (Joh 20,19–29 ). (5) Petrus versinkt im Wasser (Lk 5,1–11 ). (6) Abraham bei der Opferung von Isaak (Gen 22,1–19 ). (7) Die drei Jünglinge im Feuerofen. Der Portalgriff ist als Kreuz gestaltet. Die Innenseite des Portals zeigt die vier Paradiesflüsse: Euphrat (Tirat), Tigris (Hiddekel), Nil (Gihon) und Ganges (Pischon).

### Tor der Liebe
Das mittlere Portal ist das „Tor der Liebe“. Es wurde zwischen 1957 und 1958 von dem italienischen Bildhauer Giacomo Manzù gestaltet. Im Brief von Apostel Paulus an die Korinther heißt es: „Nun aber bleiben Glaube, Hoffnung, Liebe, diese drei; aber die Liebe ist die größte unter ihnen.“ (1 Kor 13,13 ). Dementsprechend ist das mittlere Tor das größte.
Das Portal ist in vier rechteckige Felder gegliedert. Die Griffe außen stellen Weinlaub (links) und Ähren (rechts) dar, Symbole der Eucharistie. Manzù verwendete dieselben Griffe auch an seiner „Porta della morte“ (1964) zum Petersdom im Vatikan. An der Innenseite sind die Griffe in Form der beiden Bischöfe hl. Rupert und hl. Virgil gestaltet.
Das Tor ist in vier Szenen gegliedert. Die Reliefs stellen Szenen der Barmherzigkeit und der Nächstenliebe dar. (1) Oben links ist der hl. Martin – Schutzpatron der Stadt Salzburg – bei der Mantelteilung dargestellt. (2) Oben rechts sieht man den hl. Severin von Noricum. Der Legende nach weilte er in Salzburg. (3) Links unten ist der selige Engelbert Kolland dargestellt. Er war ein Salzburger Franziskaner und wurde 1860 als Missionar in Damaskus ermordet. Neben ihm steht die von den Vertretern der Landwirtschaft verehrte Volksheilige Notburga, hier mit geschnittenen Getreideähren dargestellt. (4) Unten rechts sitzt der 1934 heiliggesprochene Konrad von Parzham. Neben ihm steht Franz von Assisi. Die Franziskaner wie auch die Kapuziner wurden im 16. Jahrhundert von den Erzbischöfen nach Salzburg geholt.
Im untersten Bereich sind vier Vögel zu sehen, die alle ein Sinnbild für die Liebe Gottes zu den Menschen darstellen: Henne, Rabe, Taube und Pelikan. Die Henne ist ein Symbol der mütterlichen Liebe, aber auch der Kirche als Versammlungsort. Der Rabe erinnert an den Propheten Elija, der von einem Raben mit Nahrung versorgt wurde (1 Kön 17,1-7 ). Die Taube ist Symbol für den Geist Gottes. Der Pelikan ist ein Sinnbild für Jesus Christus, der den Opfertod am Kreuz auf sich nahm (Psalm 102,7 ).

### Tor der Hoffnung
Das rechte Portal ist das „Tor der Hoffnung“. Es wurde von dem deutschen Bildhauer Ewald Mataré gestaltet und ist entsprechend dem südlichen Konchen-Altar der Gottesmutter Maria gewidmet. Im Zentrum steht „Mariä Verkündigung“. Bei geöffnetem Tor tritt man zwischen Engel und Maria in den Dom ein und wird dadurch selbst zum Akteur dieser Szene. Ähnlich tritt man auch bei dem gotischen Portal am Stift Nonnberg durch die Verkündigungsszene in die Kirche ein. Anstelle des zu erwartenden „Ave“ aus dem Munde des Engels ist Maria in eine Rosenkranz-Mandorla eingebettet. Die sie umgebenden Bildsprache deutet auf den freudenreichen Rosenkranz hin. Sie ist deutlich als junge schwangere Frau geformt. Neben ihr ist der Spruch „In te speramus“ (Ps 91,2 ) zu lesen. Entsprechend dieser Bibelstelle weilt hier Maria „unter dem Schirme des Gottes des Himmels“ (Ps 91,1 ). So ist über ihr die schützende Hand Gottes mit einem leuchtenden Sonnensymbol zu erkennen, umgeben von den himmlischen Heerscharen (Lk 2,13-14): „Und alsbald war da bei dem Engel die Menge der himmlischen Heerscharen, die lobten Gott und sprachen: Ehre sei Gott in der Höhe und Friede auf Erden bei den Menschen seines Wohlgefallen.“ Untern symbolisieren Blütenknospen die irdische Sphäre und zugleich das Keimen der Hoffnung. Hier sind weitere Szenen eingefügt: Die Hirten auf dem Felde sehen einen leuchtenden Morgenstern (Lk 2,9): „Und der Engel des Herrn trat zu ihnen, und die Klarheit des Herrn leuchtete um sie; und sie fürchteten sich sehr.“ Maria mit dem Kind in der Krippe (Lk 2,12): „Und das habt zum Zeichen: ihr werdet finden das Kind in Windeln gewickelt und in einer Krippe liegen.“ Als Türgriff sieht man die Vertreibung aus dem Paradies, ein Hinweis auf die Parallelstellung von Eva aus dem Alten Testament, wo die Sünde in die Welt kam, mit der Gottesgebärerin Maria des Neuen Bundes.

## Domplatz
Seit 1771 wird die Mitte des Domplatzes von einer Mariensäule geschmückt. Von der Franziskanerkirche kommend erlebt man ein Perspektivspiel, bei dem die beiden Engel an der Domfassade das Haupt Mariens bekrönen. Seit 1920 wird alljährlich im Rahmen der Salzburger Festspiele hier der Jedermann aufgeführt, ein an die mittelalterlichen Mysterienspiele angelehntes Theaterstück von Hugo von Hofmannsthal. Im Advent findet u. a. auch hier der Christkindlmarkt, in der Woche um den 24. September der Rupertikirtag statt.

## Langhaus

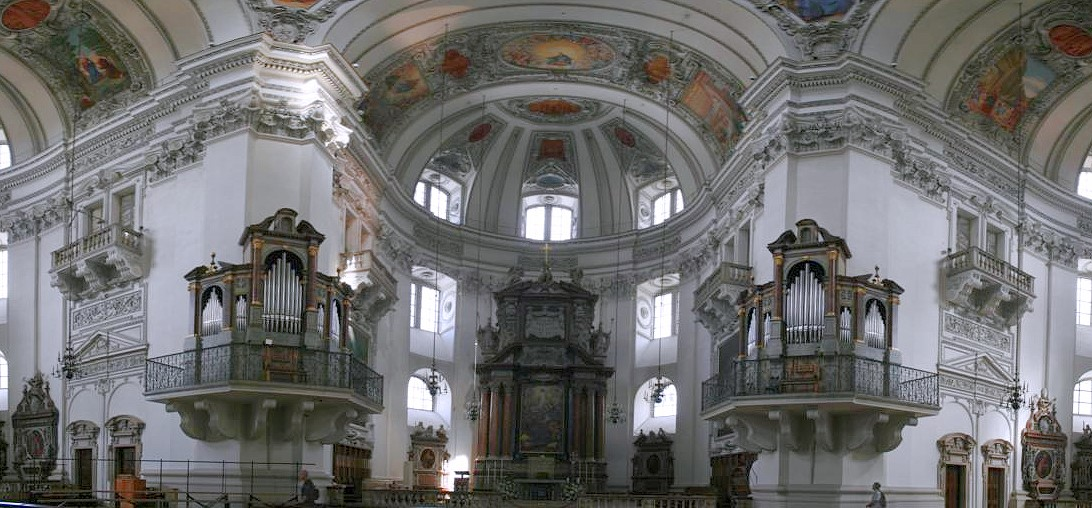
Presbyterium im Panorama

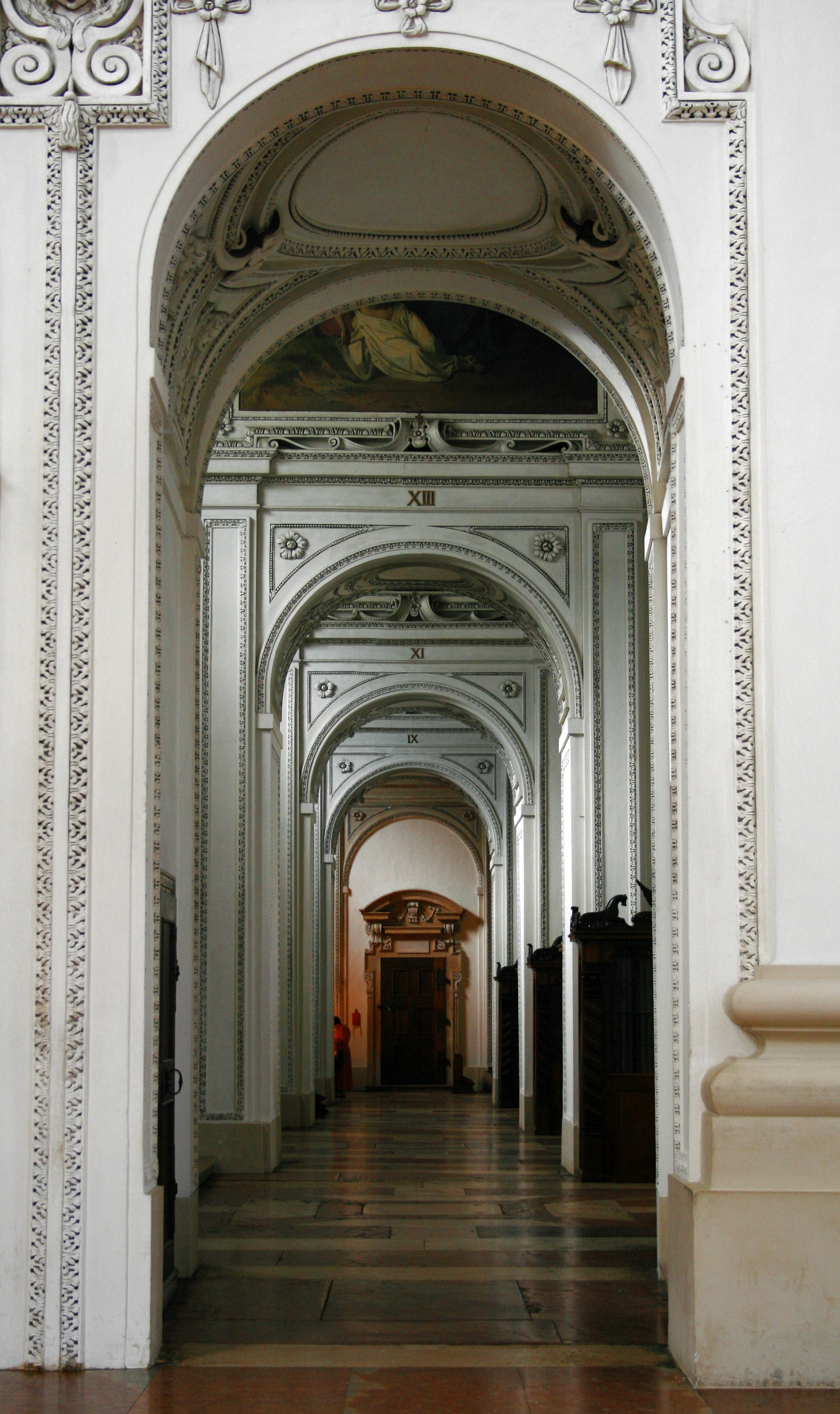
Nördlicher Kapellengang

Im 32 m hohen Langhaus befinden sich Deckengemälde von Donato Mascagni und Ignazio Solari (Sohn des Santino) aus Ramponio Verna, die Szenen aus dem Leben und der Passion Christi zeigen. In 15 großflächigen Bildern wird das Leiden Christi bis zur Kreuzigung dargestellt. Zehn kleinere Querbilder zeigen Ausschnitte aus dem Leben Christi, von der Hochzeit zu Kana bis zu Jesus auf der Tempelzinne. Die Stuckaturen in diesem Bereich – wie im gesamten Dom – stammen aus der Werkstatt von Giuseppe Bassarino. Diese Arbeiten dürften um das Jahr 1628 entstanden sein. Der weiße, in Vertiefungen und Unterschneidungen schwarz gefasste Stuck schmückt in Ranken-, Putten- und Akanthusblattform den Dom.

### Seitenkapellen
Der Dom zu Salzburg hat ein Langhaus mit vier Jochen und einem zusätzlichen Emporenjoch über der Vorhalle. Beiderseits des Langhauses befindet sich eine Kapellenreihe. Die je vier Kapellen sind untereinander verbunden und öffnen sich gegen das Hauptschiff mit einem Rundbogen. In jeder dieser Kapellen befindet sich ein Seitenaltar. Die Aufstellung und die Ausgestaltung der acht Langhauskapellen wurde von Paris Lodron verfasst und ist mit 16. März 1652 datiert.
Die nördliche Kapellenreihe ist die sogenannte Evangelienseite, bzw. auch die Frauenseite. Die Kapellenreihe beginnt mit (1) der Tauf-Kapelle. Dort befindet sich auch das bronzene Taufbecken. Diese Kapelle befand sich ursprünglich an der Südseite und wurde erst im 19. Jahrhundert mit der hll.-Sebastian-und-Rochus-Kapelle ausgetauscht. Es folgen (2) die Kapelle hl. Anna (Joachim von Sandrart), (3) die Kapelle mit der Verklärung Christi (Altarblatt von Johann Joseph Fackler). Bis 1828 war hier eine hl.-Vinzenz-Kapelle mit einem Altarblatt von J.H. Schönfeld. Vor dem Querschiff ist (4) die Kreuz-Kapelle (Karel Škréta). In jeder Kapelle befinden sich Deckenbilder von Ludwig Glötzle.
Kapellengewölbe (Nordseite 1–4)

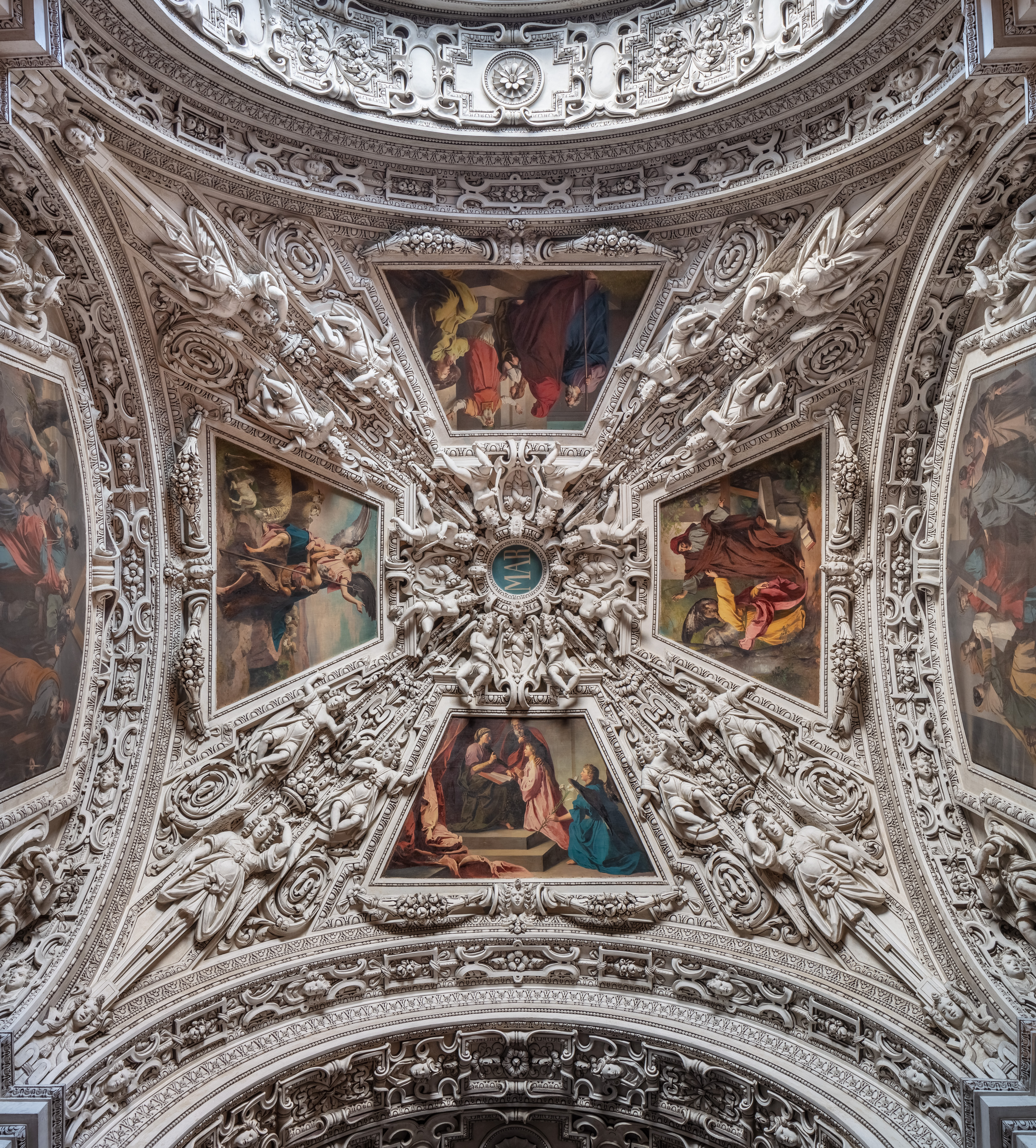
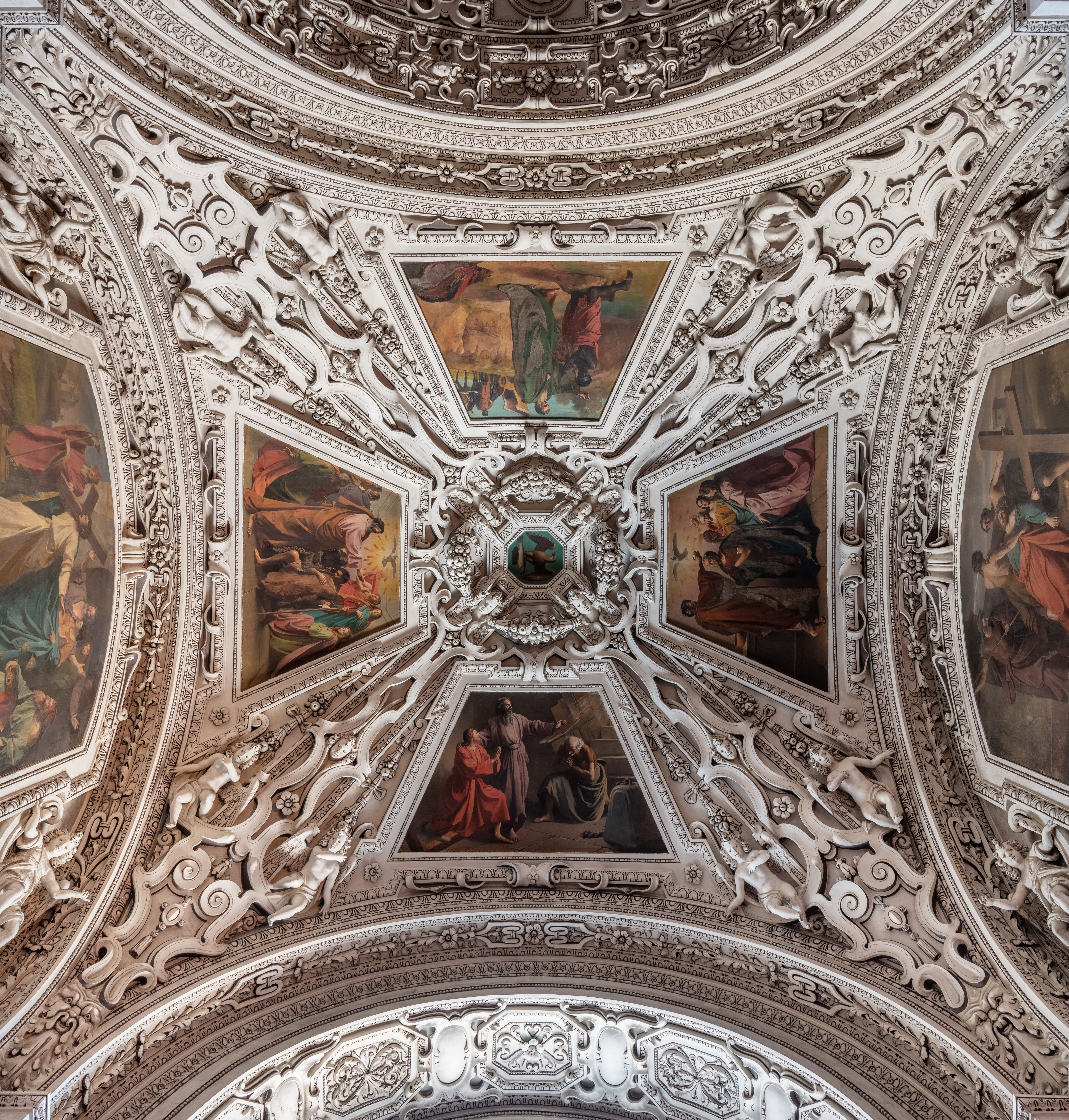
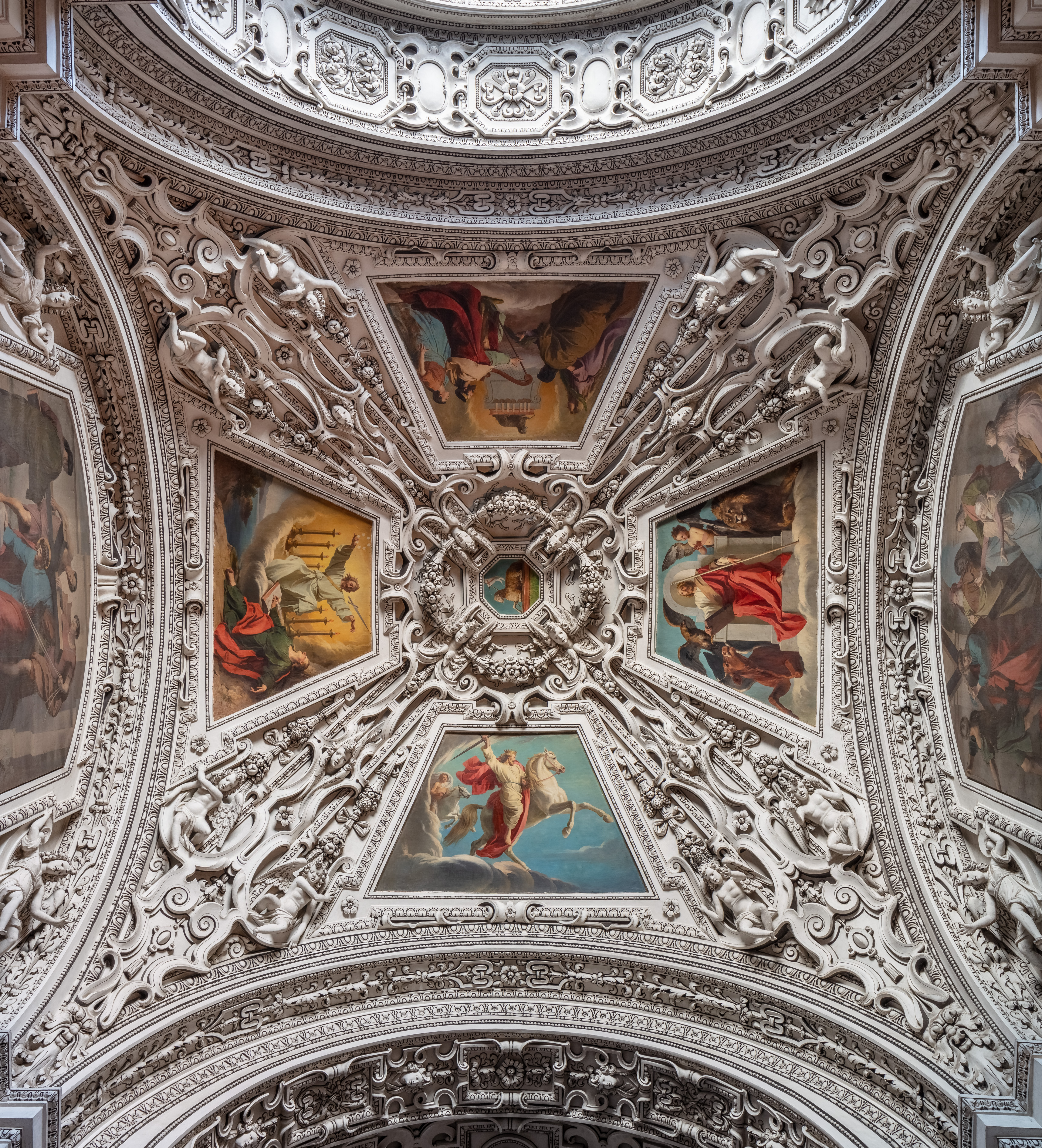
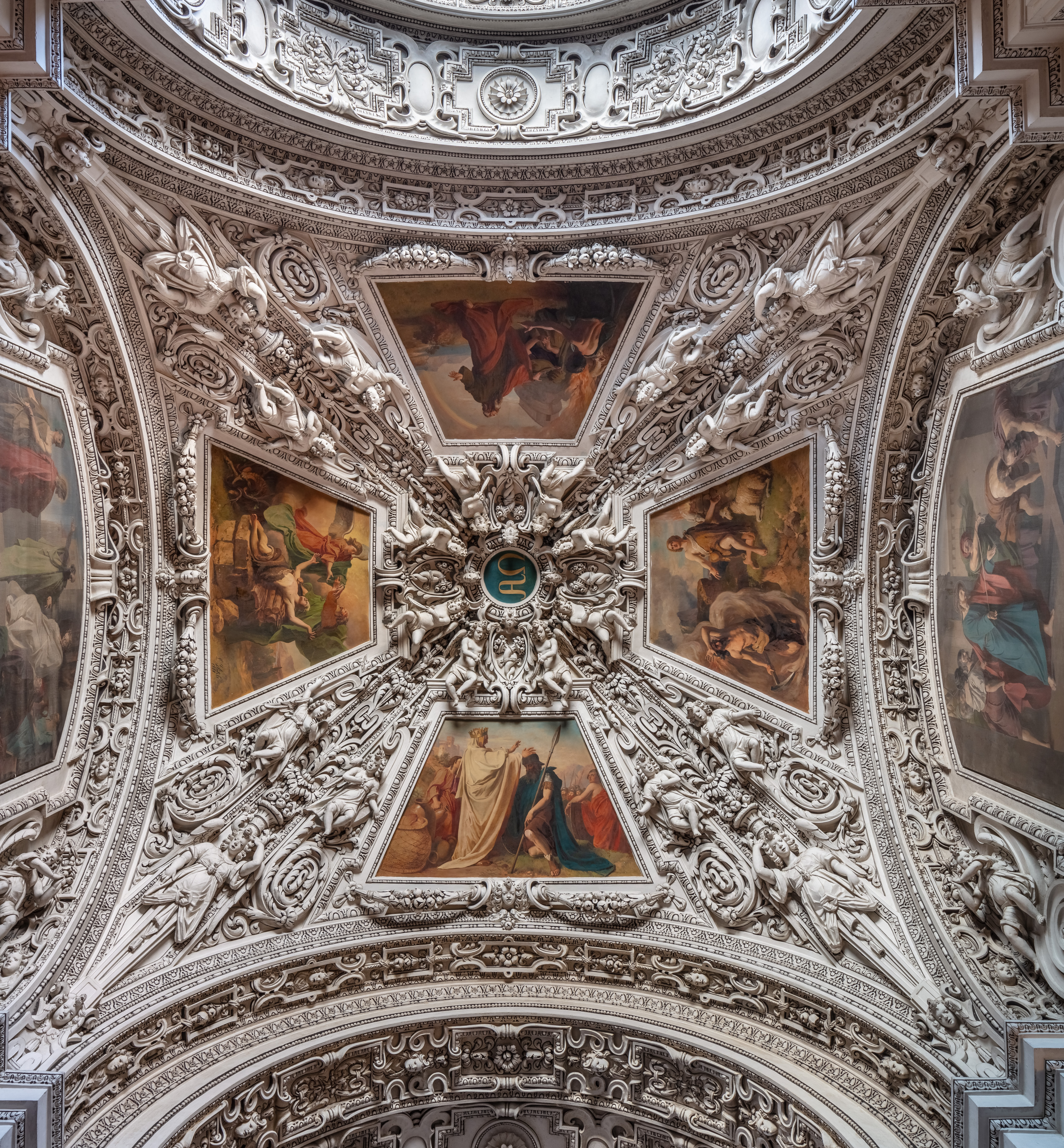

Die südliche Kapellenreihe ist die sogenannte Epistelseite, bzw. auch die Männerseite. Hier befinden sich (1) die Kapelle der Hll. Sebastian & Rochus (Altarblatt von Johann Heinrich Schönfeld). Sie befand sich ursprünglich an der Nordseite und wurde erst im 19. Jahrhundert mit der Taufkapelle ausgetauscht. Das Taufbecken von 1321 befand sich ebenfalls nächst dem Eingang an der Südseite. Es folgen (2) die Kapelle des Hl. Karl Borromäus (J. H. Schönfeld), (3) die Kapelle des Hl. Martin und Hieronymus (J.H. Schönfeld) sowie (4) die Kapelle mit der Aussendung des Hl. Geistes (Karel Škréta). In jeder Kapelle befinden sich Deckenbilder von Ludwig Glötzle.

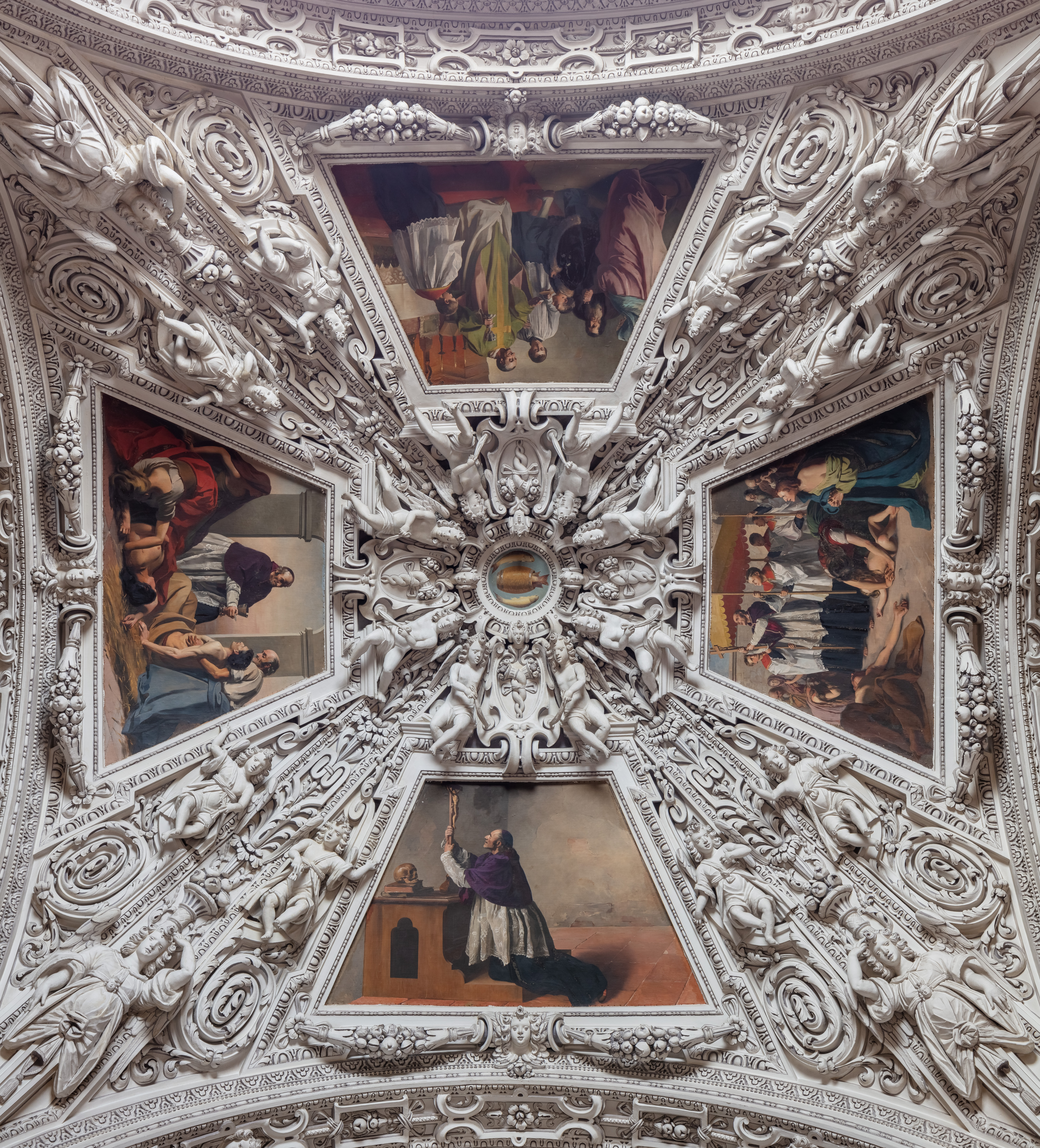
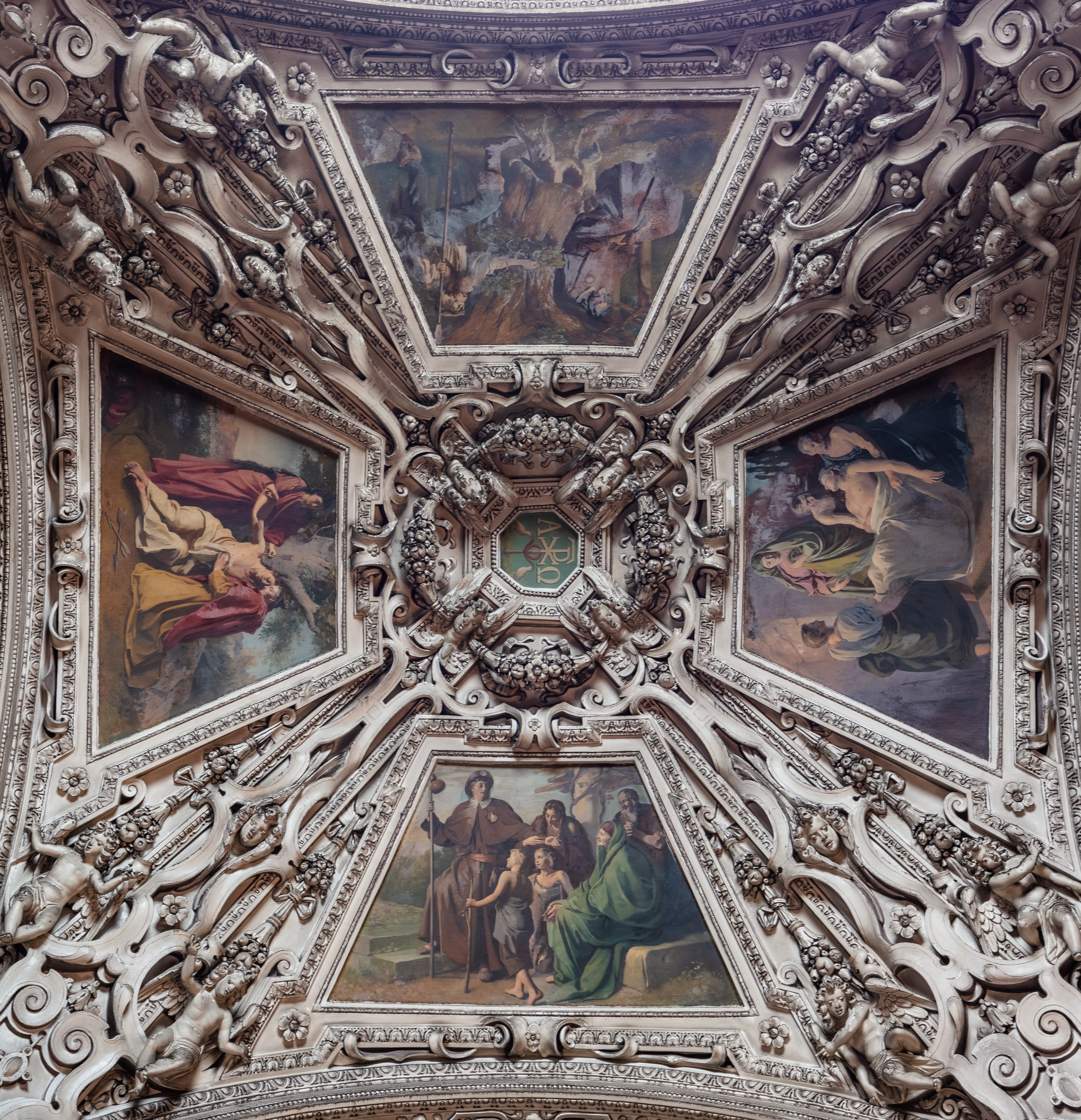
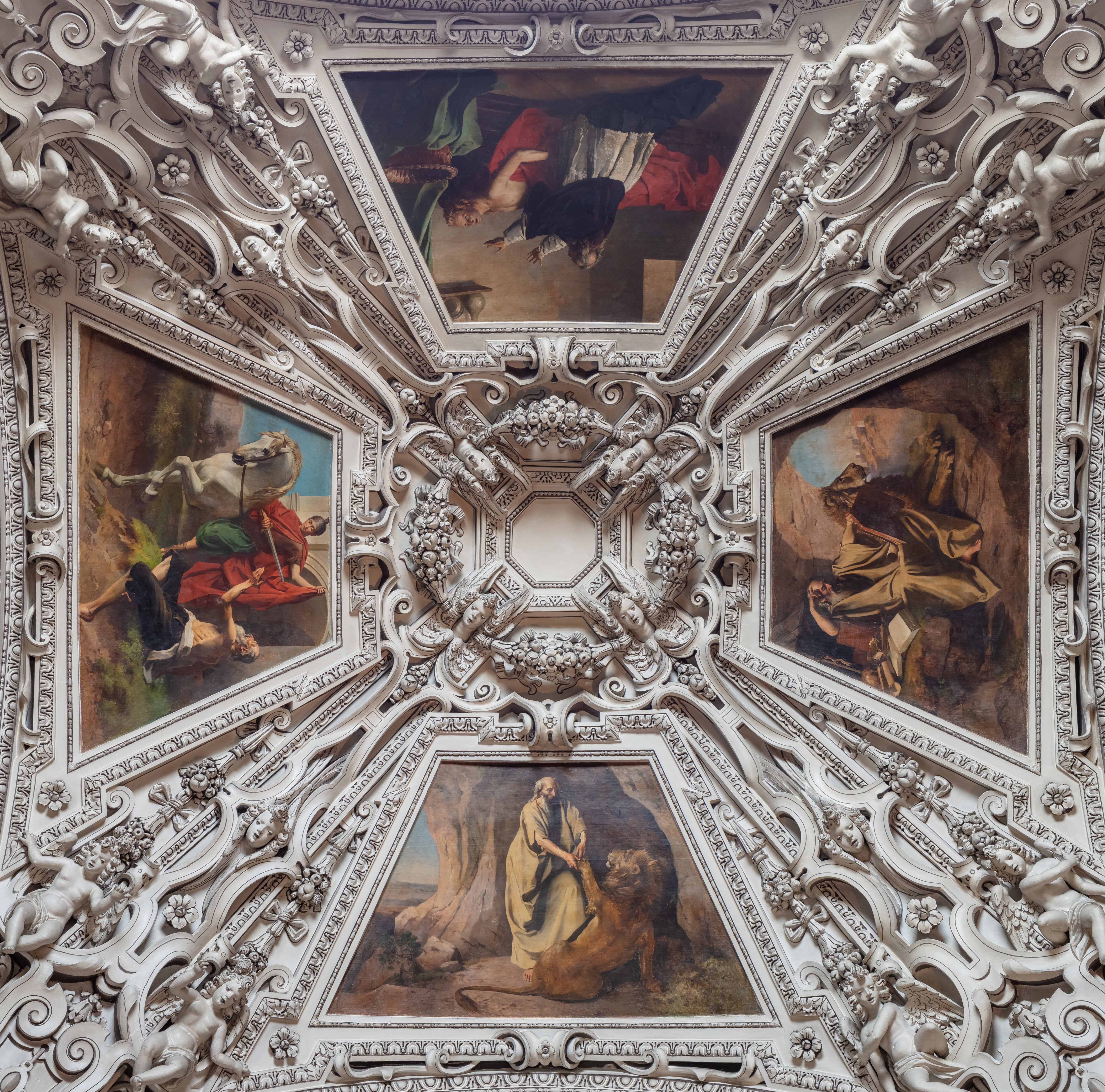
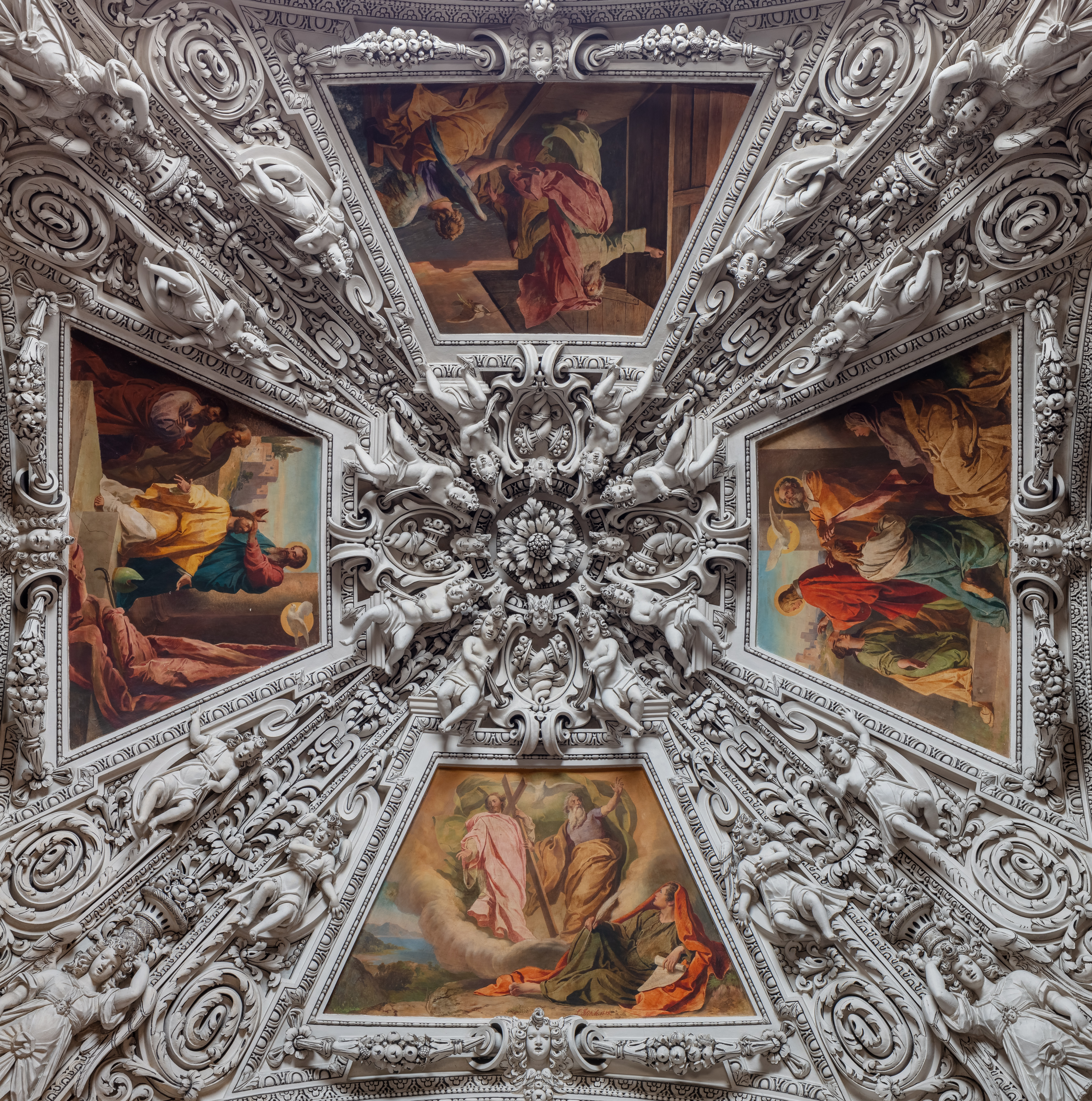

Kapellengewölbe (Südseite 1–4)

### Predigtkanzel
Die Kanzel, wie das linke Eingangsportal (Glaube) und der Deckel vom Taufbecken, wurde von Toni Schneider-Manzell gestaltet. Eine Kanzel besteht oft aus einem Kanzelfuß mit einem Kanzelkorb und Schalldeckel. Die Kanzel im Dom hat ungewöhnlicherweise keinen Schalldeckel. Aufgrund der Höhe des Domes ist die Kanzel etwa in der Mitte des Langhauses platziert, um noch eine entsprechende Hörbarkeit der Predigt von der Kanzel aus zu gewährleisten.
Der Kanzelfuß besteht aus einer Säule aus Untersberger Marmor, die am oberen Ende in eine symbolische Darstellung der vier Evangelisten. Die Inschrift „Semen est verbum dei“ („Der Same ist das Wort Gottes“) findet sich im Gleichnis vom Sämann aus Lukas 8,11. Der Kanzelkorb besteht aus sieben bronzene Reliefplatten mit Darstellungen aus dem Leben Jesu Christi. 1) Jesajas. 2) Der der zwölfjährige Jesus im Tempel. 3) Christus bei Nikodemus. 4) Vögel und Pflanzen zeigen Jesus inmitten der Natur. 5) Jesus und eine Ehebrecherin (Joh 8,7–8). 6) Jesu Erscheinung auf dem Berg (Mt 28,16-20). 7) Ezechiel.

## Kuppelraum
Der Kuppelbereich ist als Drei-Konchen-Chor gestaltet. Er knüpft somit an romanische Traditionen an, hat aber möglicherweise auch den Petersdom in Rom zum Vorbild. Bereits der 1598 abgebrannte Dom hatte drei Konchen. Diese hat Vincenzo Scamozzi in seinen fünfschiffigen Domplan in stark ausgeprägter Form übernommen. Santino Solari war mit dem Plan des bereits in Bau befindlichen Doms von Vincenzo Scamozzi vertraut und hat seinerseits den Dom verkleinert, aber die Dreikonchenform übernommen. Die Kuppel des Salzburger Doms hat die Kuppel der 1585 von Domenico Fontana gestalteten Sixtus-Kapelle der Papstbasilika St. Maria Maggiore am Esquilin in Rom zum Vorbild. Dessen 1590 in Rom erschienenes Architekturtraktat "Della trasportatione dell’obelisco vaticano et delle fabriche di nostro Papa Sisto V" beeinflusste maßgeblich die unter Markus Sittikus erstellten Bauten in Salzburg.

### Altarraum

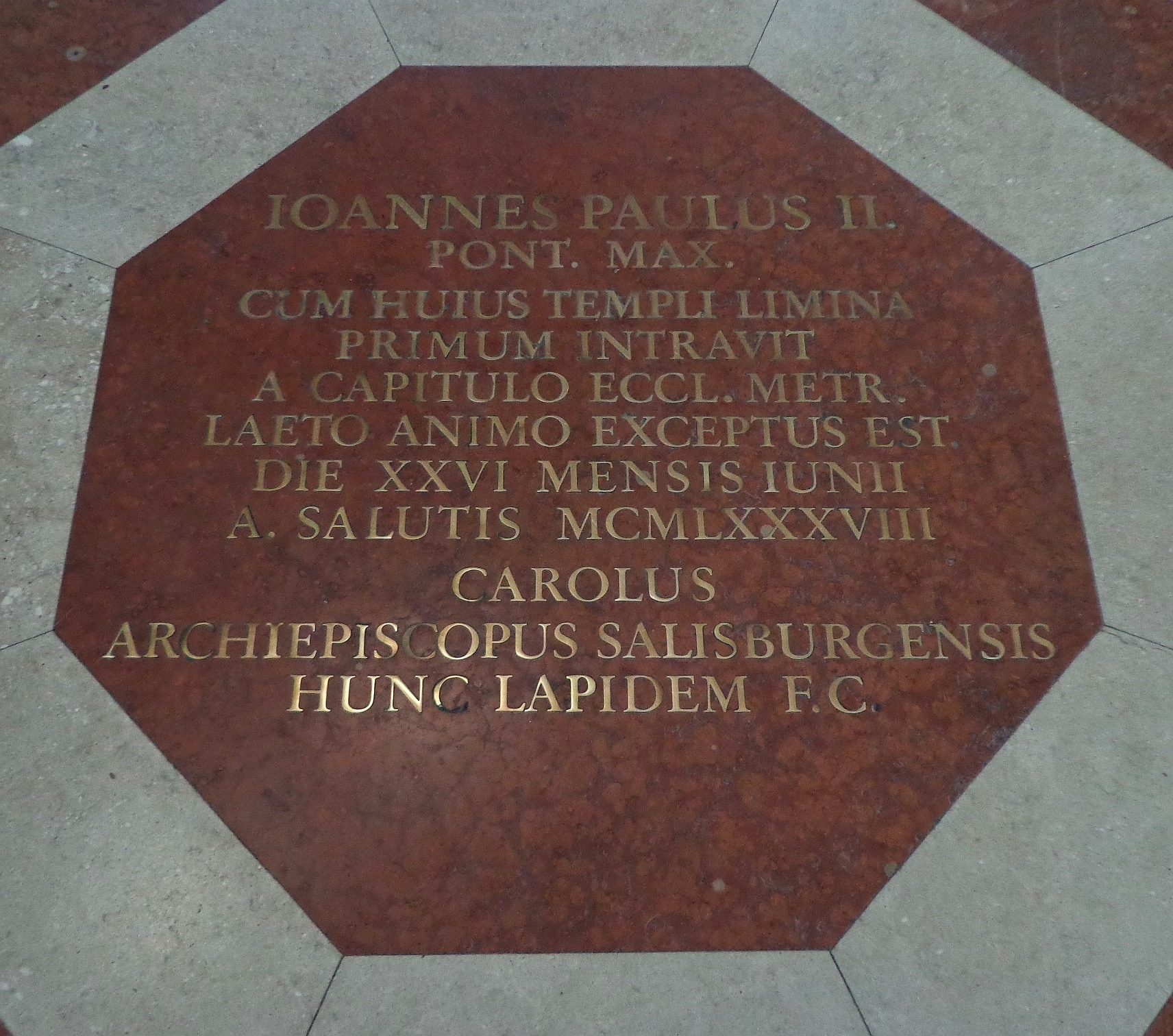
Inschrift zum Gedenken an den Papstbesuch 1988 vor den Stufen zum Altarraum

Der Hochaltar von 1628 wird im Entwurf dem Baumeister des Doms, Santino Solari, zugeschrieben. Er hat einen freistehenden Marmoraufbau. Auf dem Giebel des Hauptaltares finden sich drei Engel. Jener auf der Giebelspitze trägt ein vergoldetes Kreuz. Das Altarbild zeigt die Auferstehung Christi, gemalt von Arsenio Mascagni. Über dem Altarbild befinden sich Statuen der Kirchenpatrone – Rupert und Virgil – sowie Allegorien auf Religio und Caritas. Diese Figuren werden den Meistern Pernegger d. J. und Hans Waldburger zugeschrieben. Zwischen den Figuren befindet sich die lateinische Inschrift NOTAS MIHI FECISTI VIAS VITÆ – (Du hast mir die Wege des Lebens gezeigt) aus Psalm 16,11. An Wänden und Decke befinden sich im Chor und über dem Altar des Doms Bilder der Auferstehung und Himmelfahrt Christi.
Epitaphien: Die Epitaphien sind dem jeweiligen Todesjahr entsprechend chronologisch angeordnet. Sie beginnen im Presbyterium (1.,2.). Diesen folgen die Epitaphien im Querschiff. Die Reihe beginnt mit den Epitaphien auf der Evangelienseite innen (3.,4.), anschließend auf der Epistelseite innen (5.,6.). Danach kommen stilistisch in etwas anderer Form die beiden Epitaphien auf der Evangelienseite außen (7.,8.), gefolgt von denen auf der Epistelseite außen (9.,10.). Alle Marmorepitaphien der Fürsterzbischöfe im Dom sind zweigeschoßig, umrahmt von trauernden Putten und von Todessymbolen. Im Mittelteil befindet sich ein Medaillon, mit einem auf Kupfer gemalten Porträt des Erzbischofs. Im Giebel des Epitaphs ist eine Wappenkartusche angebracht.
Im Presbyterium befindet sich links neben dem Hauptaltar Grab und Epitaph für (1.) Fürsterzbischof Markus Sittikus († 1619), rechts neben dem Hauptaltar das Epitaph für (2.) Fürsterzbischof Paris Lodron († 1653). Die Engel und andere Bildhauerarbeiten (detailreicher geformte Spitzhacke und den Spaten) an dem zeitlich frühesten Epitaph für Markus Sittikus sowie auch die Engel am Hochaltar, an den Chorschranken sowie an der Fassade sind von Hans Konrad Asper. Diese unterscheiden sich mit ihren typischen Lockenköpfen deutlich von allen anderen Engelsfiguren.

### Querschiff
In den Querarmen befinden sich entsprechend den Patrozinien der Nebenaltäre an der Nordseite ein Franziskus- und an der Südseite ein Marienzyklus. Im nördlichen Querschiff (Evangelienseite) befindet sich ein Altar (um 1628) mit dem Altarbild der Verklärung des heiligen Franz von Assisi, gemalt von Arsenio Mascagni. Der Tabernakel an diesem Altar ist dem Tabernakel des Domenico Fontana für die Sixtus-Kapelle in St. Maria Maggiore nachempfunden. Er ist aus vergoldetem Messing, flankiert von Silberstatuen der vier Evangelisten. In der Mitte des Tabernakels findet sich ein getriebenes Relief des letzten Abendmahls sowie das Wappen von Erzbischof Paris Lodron. Links und rechts neben dem Altar befinden sich Marmorepitaphien der Fürsterzbischöfe (7.) Leopold Anton von Firmian († 1744), (3.) Guidobald von Thun († 1668), (4.) Max Gandolf von Kuenburg († 1687), das Porträt wurde von Frans de Neve d. J. gemalt und (8.) Jakob Ernst von Liechtenstein-Kastelkorn († 1747). An den Wänden und der Decke befinden sich Szenen des Lebens und Todes des heiligen Franziskus.
Das Altarblatt im südlichen Querschiff (Epistelseite) zeigt das Maria-Schnee-Wunder und wird Ignazio Solari zugeschrieben. Das Altarbild stellt Papst Liberius dar, der mit seiner rechten Hand auf den Grundrissplan von St. Maria Maggiore zeigt, die er am Esquilin in Rom errichten ließ. Da die Kuppel des Salzburger Doms mit der Kuppel der Sixtus-Kapelle ident ist, steht man im Salzburger Dom symbolisch auch in St. Maria Maggiore. Liberius ist mit dem Konterfei von Markus Sittikus dargestellt, der seinerseits den Salzburger Dom in Auftrag gegeben hat. Das Porträt des verstorbenen Erzbischofs wurde aus Arsenio Mascagnis Gemälde mit Hellbrunn und dem im Bau befindlichen Dom von 1618 übernommen. Auch hier zeigt Markus Sittikus mit derselben Handgeste auf den Dom. Der Tabernakel zeigt eine Kopie der Altöttinger Madonna. In den Nischen und auf den Giebelschenkeln des Altars finden sich Statuen weiterer Heiliger. Zwischen den Figuren befindet sich die lateinische Inschrift "IN ME GRATIA OMNIS VIÆ ET VERITATIS, ECCL. XXIV." ("In mir ist alle Lieblichkeit des Weges und der Wahrheit, Eccl. 24") aus dem Buch Ecclesiasticus (Jesus Sirach, Ben Sirach), Kapitel 24, 25. Seit dem Frühen Mittelalter bezog man die Weisheit Gottes nicht mehr allein auf Jesus Christus, sondern auch auf die Gottesmutter Maria. Die Marienfeste (Mariä Aufnahme in den Himmel und Unbefleckte Empfängnis) erhielten dazu Lesungen aus dem am Altar zitierten Buch Jesus Sirach Kapitel 24. Auf Maria als Allegorie der "Weisheit" und "Mater pulchrae dilectionis" („Mutter der schönen Liebe“) bezieht sich auch das Programm der Mariensäule am Domplatz, wie sie in der Lauretanischen Litanei vielfach vertont wurde. Das in Wessobrunn befindliche Gnadenbild Maria, Mutter der Schönen Liebe wurde zum Vorbild für das Antlitz der Marienstatue am Domplatz. Eine Kopie dieses Gemäldes aus dem frühen 18. Jahrhundert befindet sich am St. Ivo-Altar der Universitätskirche. Neben dem Altar befinden sich Marmorepitaphien der Fürsterzbischöfe 9. Andreas Jakob von Dietrichstein († 1753), 5. Johann Ernst von Thun († 1709), 6. Franz Anton von Harrach († 1727) und 10. Sigismundus Christoph von Schrattenbach († 1771), das Porträt wurde von Rosa Barducci-Hagenauer gemalt. An den Wänden und der Decke sind Stationen aus dem Leben und der Himmelfahrt Mariens zu sehen.

## Taufbecken

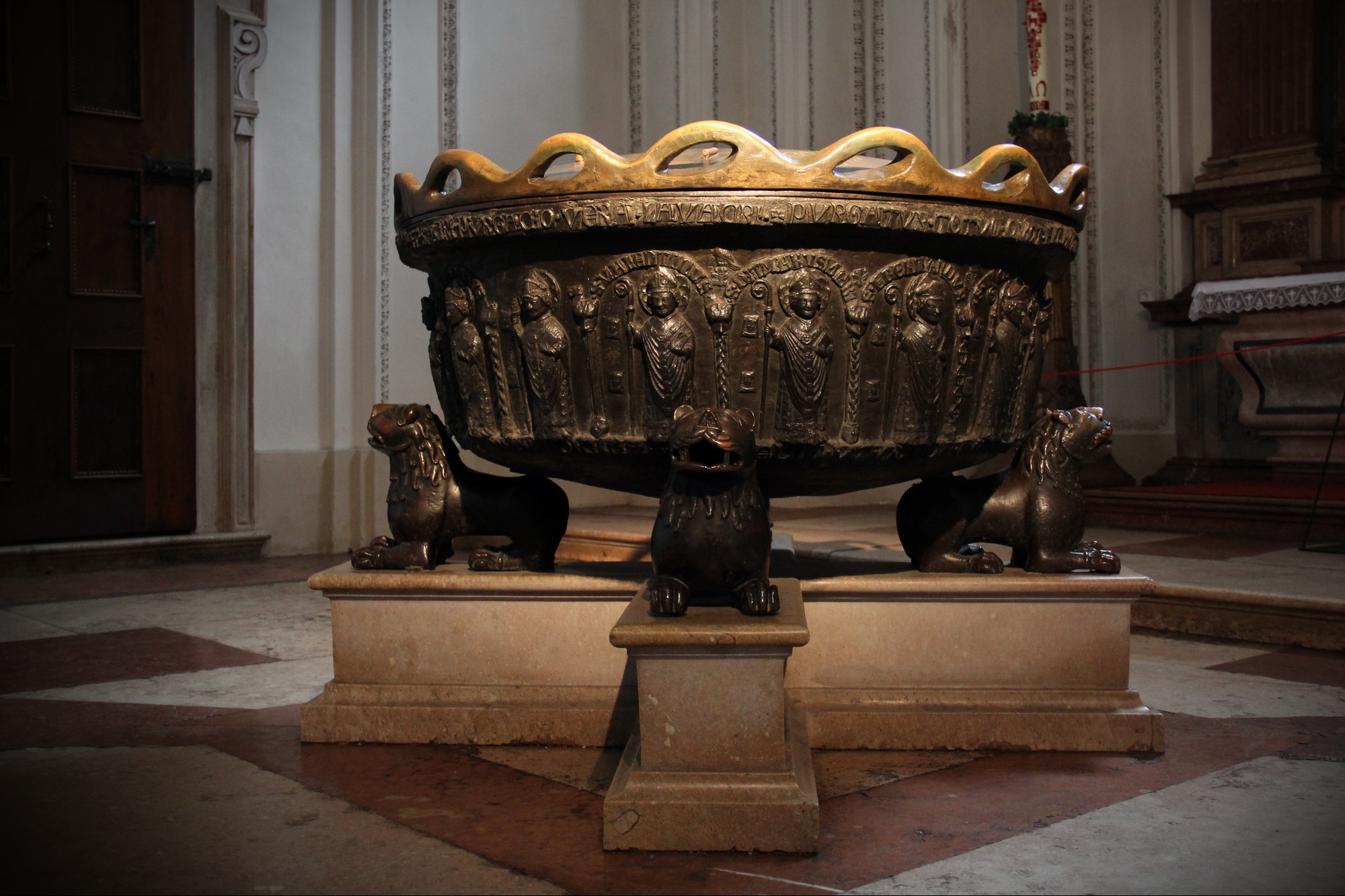
Taufbecken

Das Taufbecken steht heute an der Nordseite in der ersten Seitenkapelle, welche der Taufe Jesu geweiht ist. Taufbecken und Altar mit einem Altarblatt von Joachim Sandrart befanden sich bis zum Beginn des 19. Jahrhunderts auf der gegenüberliegenden Südseite, wo sich auch der Weihwasserabfluss befindet. Die Taufkapelle ist die erste der acht Seitenkapellen, die nach dem Tod von Paris Lodron in Angriff genommen wurde. Der Altaraufbau aus der damals an der Südseite befindlichen Taufkapelle stammt noch aus der Zeit von Guidobald von Thun, dessen Wappen am Säulensockel zu sehen ist. Alle anderen Marmoraltäre in den Seitenkapellen wurden erst unter Max Gandolph von Kuenburg errichtet. 1674 wurde das Altarblatt von Sandrart mit dem jetzigen Gemälde von Schönfeld ausgetauscht. Warum das Taufbecken mit dem zugehörigen Altarblatt die Seiten wechselte und das Rochus&Sebastian-Altarblatt an die Südseite kam, ist nicht bekannt.
Das Taufbecken ist ein Zinnguss. Laut Inschrift wurde es 1321 von Meister Heinrich geschaffen. Die romanischen Bronzelöwen, auf denen das Taufbecken ruht, stammen schon aus der 2. Hälfte des 12. Jahrhunderts. Die Inschrift am oberen Beckenrand lautet: „SVM . VAS . EX . (A)ERE . FACIAM . PECCATA . DELERE + PER . ME . FIT . SACRI . PVRGACIO . VERA . LAVACRI . + PVRGATVR . TOTVM . QVOT . FIT . BAPTISMATE . LOTVM + M(agister) . HEI(n)RIC’(us) . ME . FECIT .:. + ANNO . D(omi)NI . M.C.C.C.X.X.I. +“ („Ich bin ein Gefäß aus Erz. Ich tilge die Sünden. Durch mich geschieht im heiligen Bade wahre Reinigung. Völlig gereinigt wird, was in der Taufe gewaschen wird. Meister Heinrich hat mich geschaffen im Jah des Herrn 1321“). Es handelt sich hier um einen gereimten Spruch (aere/delere, sacri/lavacri, totum/lotum), wie es in ähnlicher Weise auch an anderen Taufbecken dieser Epoche zu finden ist. Die Inschrift am unteren Rand lautet: „GRACIA . DIVINA . PECCATORVM . MEDICINA .+. ME. DEDIT. VT. MVNDA. MENS . FIAT. FONTIS . IN . VNDA. (Eichenzweig-Relief) LEX. VETVS . ERRAVIT . NOVA . LEX. ME . SANCTIFICAVIT .+.“ („Die göttliche Gnade gibt mir das Mittel zur Heilung der Sünden, dass rein werde der Geist im Wasser der Quelle. Das alte Gesetz hat geirrt, das neue Gesetz hat mich geheiligt“). Auch dieser Spruch weist Reimpaare auf (divina/medicina, munda/unda, erravit/sanctificavit). Die untere Inschrift verbindet die Taufe mit Augustinischer Theologie und gibt somit Zeugnis für die Tradition des Domkapitels, welches von 1122 bis 1514 als Augustiner-Chorherrenstift reguliert, war.
An der Beckenwand sind in Rundbogenarkaden 16 Reliefdarstellungen von Heiligen, Bischöfen und Äbten von Salzburg zu finden, nämlich S. Rupertus, S. Virgilius, S. Martinus, S. Eberhardus, S. Hartwigus, S. Ditmarus, S. Vitalis, S. Augustinus (zwei Namen unleserlich), S. Valentinus, S. Ditmarus Martyr, S. Eberhardus, S. Johannes, S. Maximilianus und S. Amandus. Der Deckel des Taufbeckens stammt aus dem Jahr 1959 von Toni Schneider-Manzell und zeigt zwölf alt- und neutestamentliche Motive zur Taufsymbolik.

## Kuppel

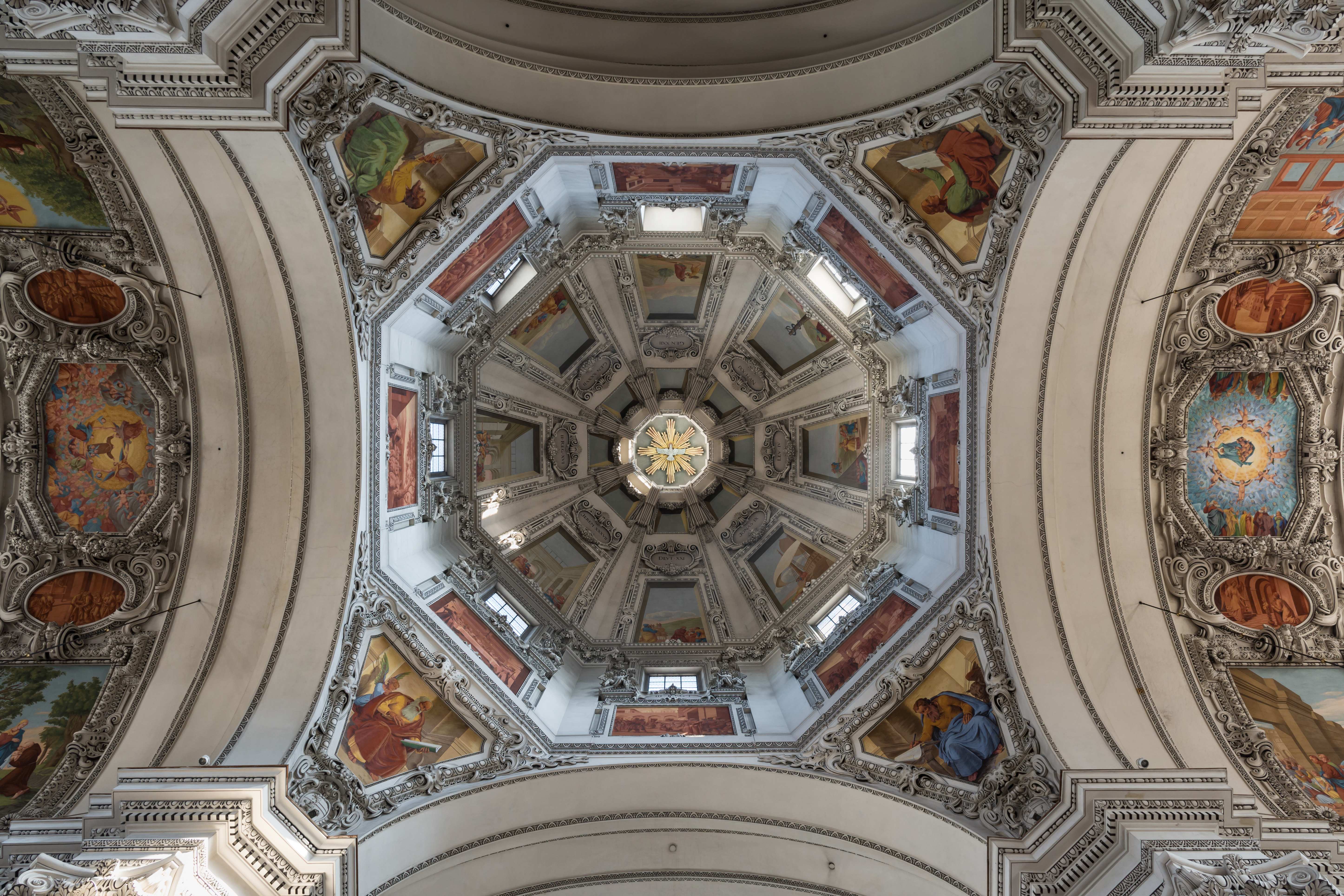
Fresken in der Domkuppel

Über der Vierung befindet sich die 71 Meter hohe Tambourkuppel des Doms.
In der Kuppel finden sich in zwei Reihen jeweils acht Fresken mit Szenen aus dem Alten Testament, die wie die Malereien im Hauptschiff Fra Arsenio (Donato) Mascagni (1579–1636) und Ignazio Solari zugeordnet werden. Die alttestamentlichen Szenen stehen in Bezug zu den Szenen der Passion Christi im Hauptschiff.
An den Segmentflächen der Kuppel finden sich Darstellungen der vier Evangelisten, darüber sind die Wappen von Erzbischof Paris Lodron und Erzbischof Andreas Rohracher zu sehen, jener beiden Erzbischöfe, die den Dom geweiht beziehungsweise nach dem Wiederaufbau zweitgeweiht haben.

## Seelsorger am Dom

### Domdechanten
- 1992–2005 Johannes Neuhardt
- aktuell: Hans-Walter Vavrovsky

## Orgeln und Kirchenmusik
Der Dom verfügt über sieben selbstständige Orgeln. Auf der Westempore befindet sich die Hauptorgel aus dem Jahre 1988, in der Vierung die vier nach 1990 wiederhergestellten Instrumente, die einst für die polyphone barocke Kirchenmusikpraxis wichtig waren, von denen eine ein zweites, eigenständig zu bespielendes Continuo-Werk besitzt, sowie ein Truhenpositiv.

## Glocken
Die Marienglocke und Virgilglocke sind aus dem barocken Dom, geschaffen von den Augsburger Bronzegießern Wolfgang II. (1575–1632) und Johann Neidhart (um 1600–1635). Sie gehören zu den wertvollsten Klanginstrumenten ihrer Zeit. Das barocke Domgeläut von 1628 bestand ursprünglich aus sieben Glocken mit einer Gesamtmasse von 10.405 kg.

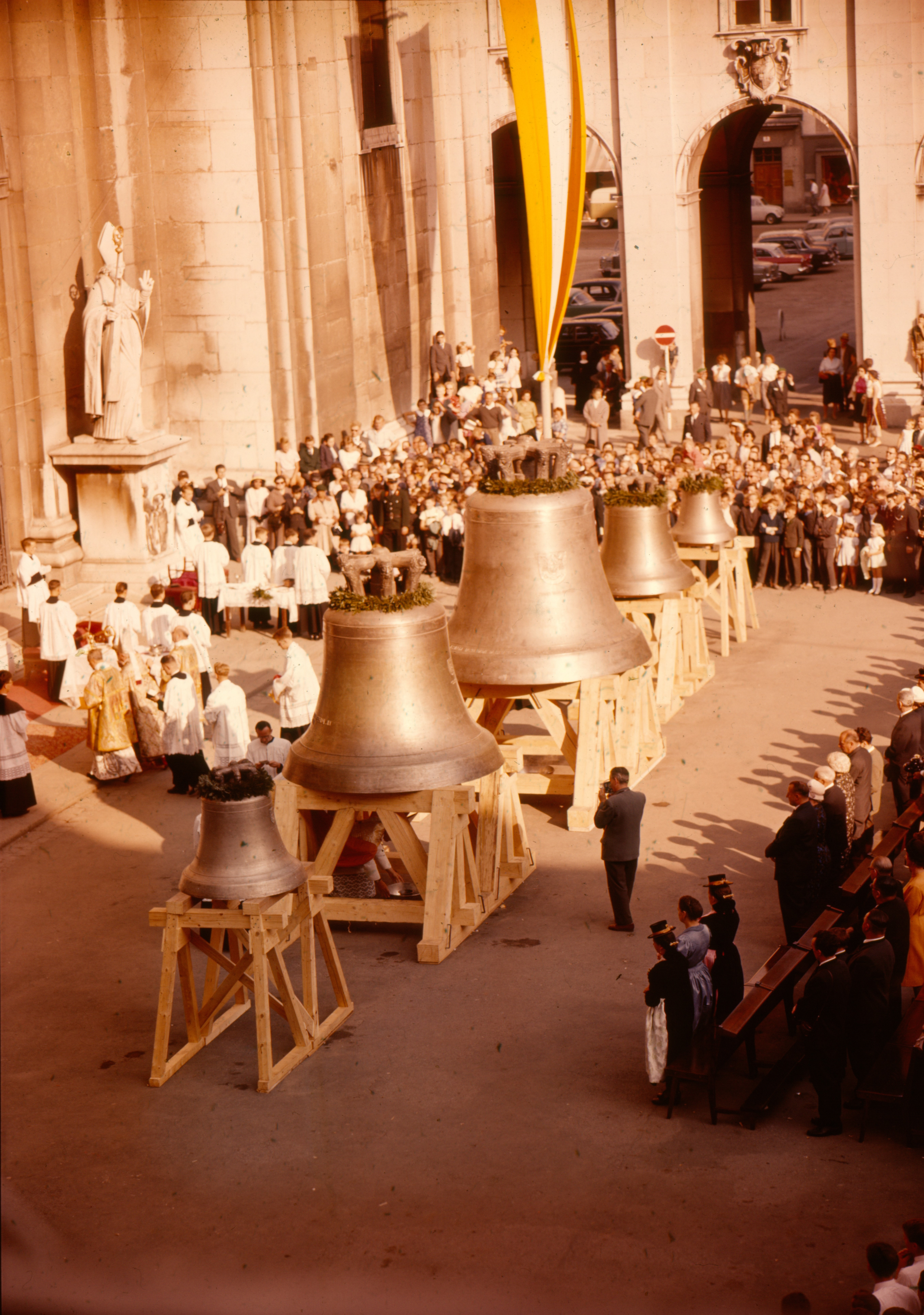
Weihe der Salzburger Domglocken am 24. September 1961

Während des Ersten Weltkrieges mussten mehrere dieser Glocken abgegeben werden und wurden in weiterer Folge eingeschmolzen. Im Jahr 1928 beschloss man anlässlich der 300-Jahr-Feier der Domweihe, das Geläute wieder auf sieben Glocken zu ergänzen. Der Guss der vier neuen Glocken mit einer Gesamtmasse von 4.096 kg erfolgte durch die Glockengießerei Oberascher. Die Glocken wurden zu Maria Himmelfahrt (15. August) 1928 eingeweiht. Jedoch mussten auch diese Glocken 1942 während des Zweiten Weltkrieges wieder abgegeben werden, während die barocken Glocken verschont blieben. Erst gegen Ende der 1950er-Jahre fasste man neue Pläne, das Geläute wieder zu vervollständigen. Der Glockenguss erfolgte wiederum durch die Glockengießerei Oberascher am 29. Juli 1961.
Die neuen Oberascher-Glocken wurden in einer besonders schwerrippigen modifizierten Barockform gegossen („Salzburger Domrippe“), die eigens für das Domgeläute konstruiert wurde. Sinn war es, die neuen Glocken an die sehr schwere Rippe der noch bestehenden barocken Glocken anzupassen, was als besondere Leistung des Gießers (Georg Sippel) angesehen werden muss. Es stellt dies wohl den einzigen Versuch in der Geschichte des österreichischen Glockengusses dar, wo bewusst neue Glocken an einen schon bestehenden Altbestand klanglich angeglichen wurden.
Die feierliche Glockenweihe wurde am 24. September 1961 durch Erzbischof Rohracher vorgenommen. Das Domgeläute erklang zum ersten Mal am Beginn des Advents 1961 unter großer Anteilnahme der Bevölkerung.
Die Salvator-Glocke zählt zu den größten Kirchenglocken der Welt und ist nach der Pummerin im Wiener Stephansdom die zweitgrößte Glocke Österreichs. Zudem gilt das Salzburger Domgeläute als das klangschönste in Österreich und ist mit einer Gesamtmasse von 32.443 kg das größte Österreichs und des süddeutschen Raumes. Im deutschen Sprachraum wird es nur mehr vom Kölner Domgeläute übertroffen.

### Datenübersicht
| Nr. | Name     | Gussjahr | Gießer                                                        | Durchmesser (mm) | Masse (kg) | Nominal (HT-1/8) | Turm | Inschrift [lateinisch] |
| 1   | Salvator | 1961     | Robert Schwindt und Georg Sippel (Glockengießerei Oberascher) | 2.790            | 14.256     | es0 +4           | Nord | [„Dich, Gott, loben wir, Dich Herr, preisen wir, Dich, den Vater unermessbarer Majestät, Deinen wahren und einzigen Sohn und den Heiligen Fürsprecher Geist. Wir loben in Ewigkeit Deinen Namen.“] |
| 2   | Rupertus | 1961     | Robert Schwindt und Georg Sippel (Glockengießerei Oberascher) | 2.330            | 08.273     | ges0 +4          | Süd  | „Heiliger Rupertus, Schutzpatron unserer Erzdiözese, erhalte uns den Glauben!“ |
| 3   | Maria    | 1628     | Wolfgang und Johann Neidhart                                  | 1.830            | 04.004     | b0 +4            | Süd  | [„Heilige Maria, Pforte des Himmels, öffne deine Hilfen den Flehenden und halte alle Angriffe des widerwärtigen Feindes fern beim Klange dieses Metalles, das deinem glorreichen Namen geweiht hat Paris aus dem Geschlecht derer von Lodron, Erzbischof und Fürst von Salzburg im Jahre des Heiles 1628.“]               |
| 4   | Josef    | 1961     | Robert Schwindt und Georg Sippel (Glockengießerei Oberascher) | 1.560            | 02.517     | des1 +4          | Süd  | „Sankt Josef ist von Gott ersehn, das Werkvolk zu beschirmen. Das unbesiegt es möge stehen, in aller Zeiten Stürmen.“ |
| 5   | Virgil   | 1628     | Wolfgang und Johann Neidhart                                  | 1.360            | 01.648     | es1 +4           | Süd  | [„Hl. Rupert, Lehrer und getreuester Patron! Damit du für deine Herde die Ohren Gottes fleißig bestürmst und Pest, Hunger, Krieg und die Nachstellungen des Erzfeindes vertreibst, ließ diese Glocke dir weihen Paris aus dem Geschlecht derer von Lodron, Erzbischof und Fürst von Salzburg, im Jahre des Heiles 1628.“] |
| 6   | Leonhard | 1961     | Robert Schwindt und Georg Sippel (Glockengießerei Oberascher) | 1.190            | 01.025     | ges1 +4          | Süd  | „Gott schütze die Salzburger Bauernschaft.“ |
| 7   | Barbara  | 1961     | Robert Schwindt und Georg Sippel (Glockengießerei Oberascher) | 1.040            | 00.715     | as1 +4           | Süd  | „Heilige Barbara, Patronin der Sterbenden, bitte für uns!“ |

1. ↑  Die Nummerierung der Glocken folgt der in Österreich üblichen Regelung, der größten Glocke die Nr. 1 zuzuordnen.

### Läuteordnung
Die Läuteordnung sieht Folgendes vor: Dreimal täglich ertönt das Angelusläuten; morgens um 07:00, mittags um 12:00 und abends je nach Jahreszeit um 18:00, 19:00 oder 20:00 Uhr. Die Auswahl der Einzelglocke richtet sich nach der liturgischen Ranghöhe des Tages. Werktags läutet Glocke 4, sonntags Glocke 3, festtags Glocke 2 und an den höchsten Festtagen läutet Glocke 1 (Salvator). Abends läutet im Anschluss die kleine Glocke 7 zum Gedenken an die Armen Seelen. Am Donnerstag schließt sich daran zusätzlich Glocke 5 an zum Gedächtnis an die Todesangst Jesu auf dem Ölberg. Jeden Freitag um 15.00 Uhr läutet Glocke 6 zur Erinnerung an die Sterbestunde Jesu.
Zur werktäglichen Kapitelsmesse läutet Glocke 3.
Samstags und vor Feiertagen um 15.00 Uhr wird der Sonn- oder Feiertag eingeläutet. Dies geschieht in der Regel mit der gleichen Glockenkombination, die auch für das Hochamt/Pontifikalamt bestimmt ist. An den höchsten Festtagen läuten zunächst alle sieben Glocken zusammen, darauf jede Glocke einzeln (mit der kleinsten beginnend) und zum Schluss erklingt noch einmal das Vollgeläut, aufbauend von Glocke 1 aus. Dieser Läutzyklus dauert etwa eine Viertelstunde. Wird vor ebendiesen Hochfesten bereits eine Vesper gefeiert, so verschiebt sich dieses Läuten auf das Zusammenläuten zur Vesper und entfällt somit um 15.00 Uhr.
Das Läuten zu den Messen ist nach einem klaren und gleichbleibenden Prinzip gestaltet. Zunächst gibt es das „Viertelläuten“, eine Viertelstunde vor Messbeginn mit der Einzelglocke, die im folgenden „Zusammenläuten“ die Basis bildet:
- Werktag: 3…7+6+5;
- Sonntag: Pfarrmesse 4…7+6+5+4, Hochamt 5…7+6+5+4+3;
- Festtag: Pfarrmesse 5…7+6+5+4+3, Pontifikalamt 6…7+6+5+4+3+2;
- Hoher Festtag: Pfarrmesse 6…7+6+5+4+3+2,[11] Pontifikalamt 7…7+6+5+4+3+2+1.[12][13]

Das Läuten zur hl. Wandlung erfolgt jeweils mit der Glocke, die vor der hl. Messe zum „Viertelläuten“ verwendet wurde.
Nach der Vorabendmesse zum 1. Advent läuten um 18.00 Uhr alle Glocken Salzburgs zum Einläuten des neuen Kirchenjahres.
Den Tod des Papstes oder des Salzburger Erzbischofs verkündet die große Salvatorglocke. Beim Tod eines Salzburger Domkapitulars wird mit der Rupertusglocke geläutet.

## Maße
- Hauptschiff Länge: 101,94 Meter
- Gesamtbreite: 68,05 Meter
- Hauptschiff Breite: 45 Meter
- Querschiff Länge: 68 Meter
- Höhe Hauptschiff: 32 Meter
- Höhe Vierungskuppel: 77,14 Meter
- Höhe Türme: 78,26 Meter (mit Kreuz)
- Höhe Fassade bis zum Giebel: 43,11 Meter
- 11 Altäre
- 800 Sitzplätze
- Stehplätze für 7.000 Menschen
- Bebaute Fläche: 4.965 Quadratmeter[14]

## Eintrittsgeld
Der im Herbst 2021 eingeführte Erhaltungsbeitrag soll mit hoher Akzeptanz angenommen worden sein.

## Fotos

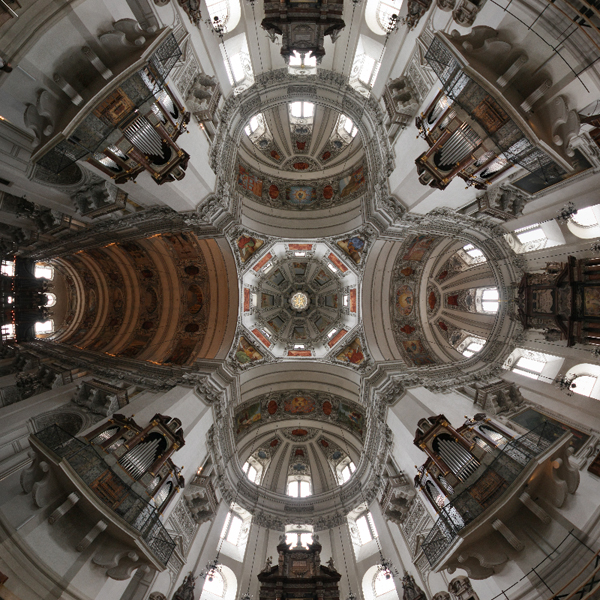
Panoramaaufnahme des Innenraums mit der Kuppel und den Vierungsorgeln
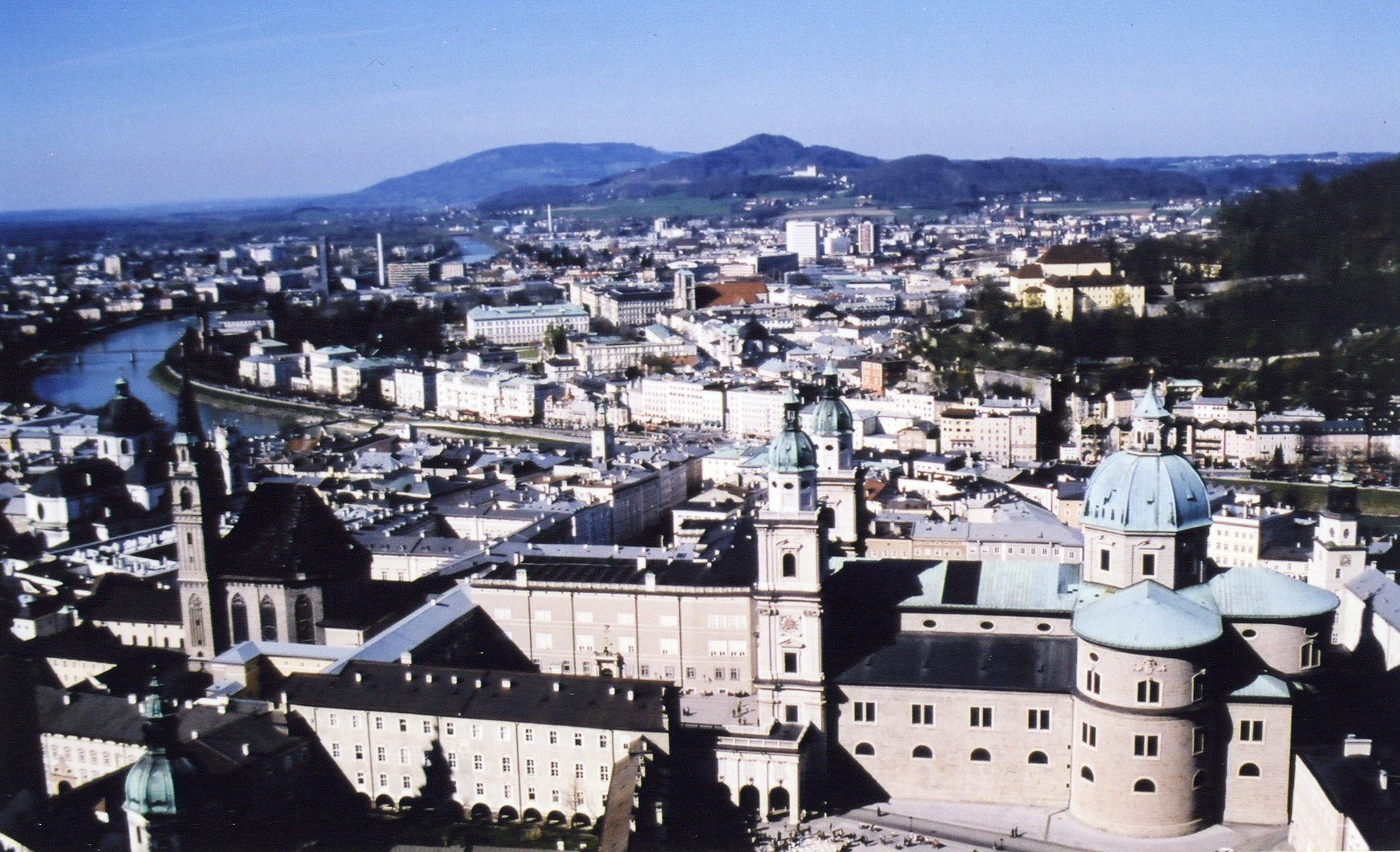
Salzburger Dom von Festung Hohensalzburg gesehen
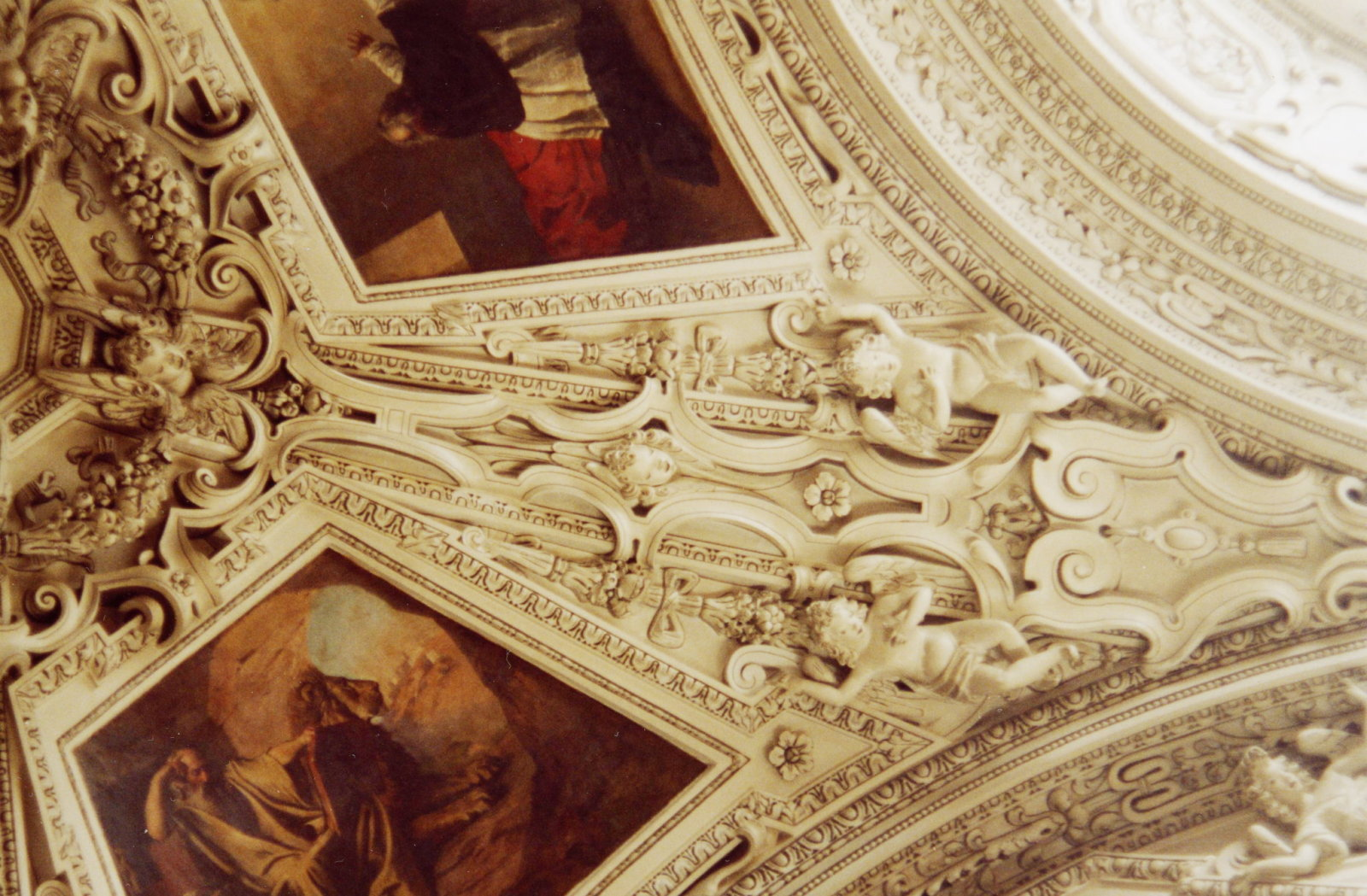
Stuckdetail in einer Seitenkapelle
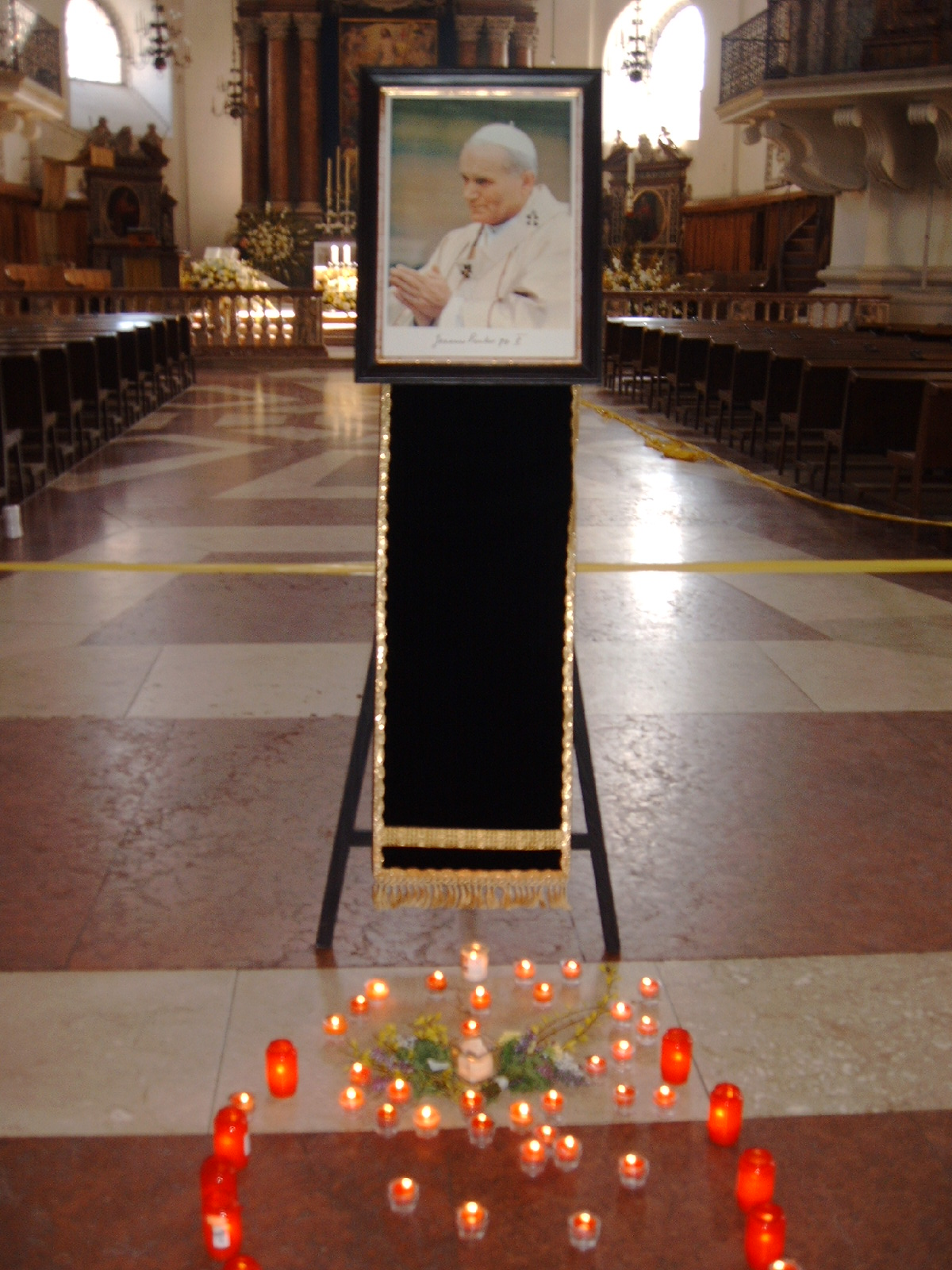
Gedächtnis an Papst Johannes Paul II
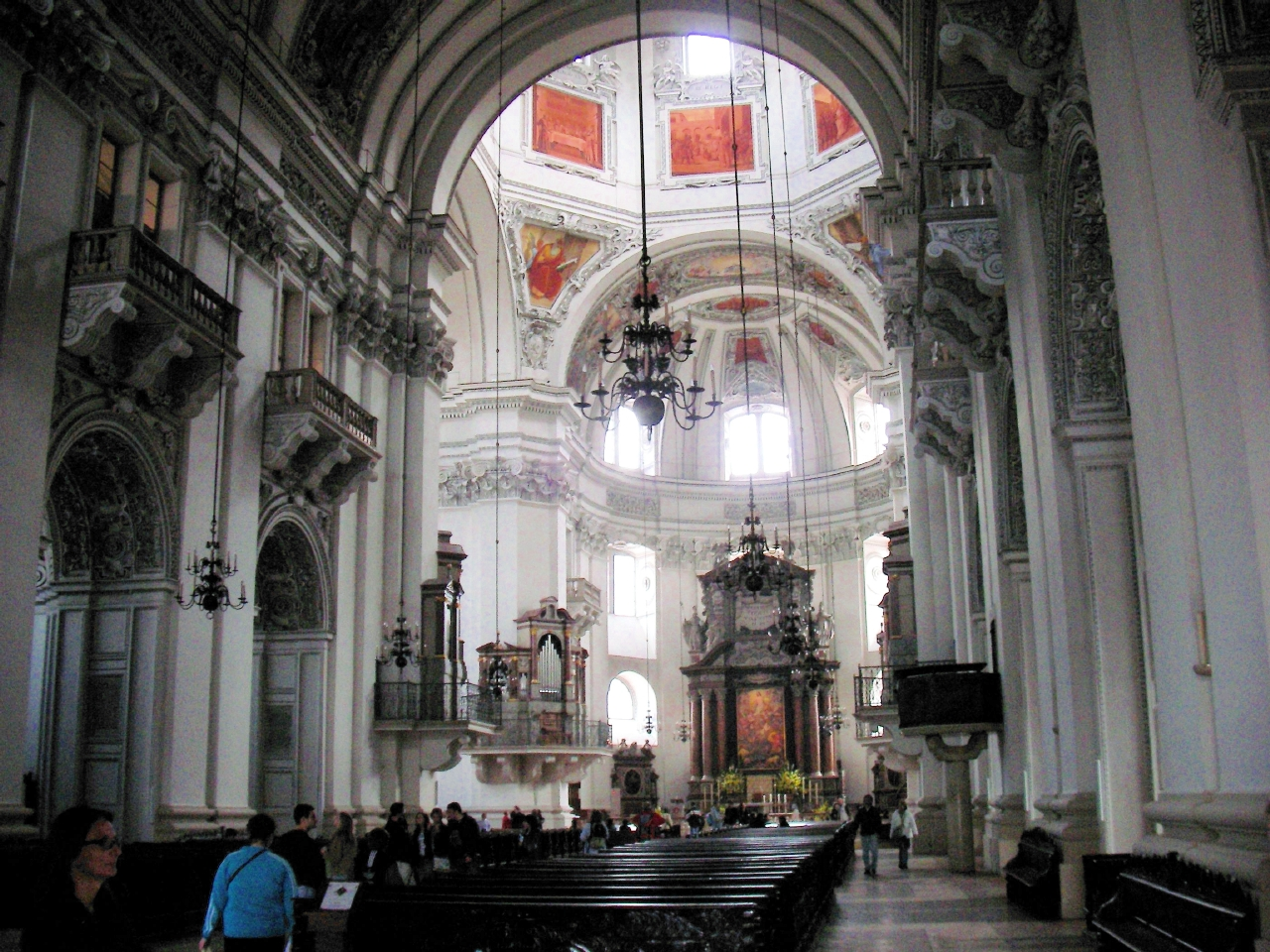
Innenansicht gen Osten
Aufführung mehrchöriger Kirchenmusik, Kupferstich von Melchior Küsel (ca. 1682)